# Strage di Ustica
La strage di Ustica è stato un incidente aereo, avvenuto alle 20:59 (UTC+1) del 27 giugno 1980 nel mar Tirreno meridionale, nel tratto compreso tra le isole italiane di Ponza e Ustica.
Vi fu coinvolto il volo di linea IH870 della compagnia aerea Itavia, partito dall'aeroporto di Bologna-Guglielmo Marconi e diretto all'aeroporto di Palermo-Punta Raisi. La partenza era programmata, come da orario della compagnia Itavia, per le 18:15, ma venne posticipata di quasi due ore a causa di una tempesta su Bologna e dell'arrivo in ritardo dell'aeromobile Douglas DC-9-15 con marche I-TIGI.
L'aereo perse il contatto radio col centro di controllo d'area di Roma (nominativi radio Roma Radar con frequenza 124,2 MHz e, successivamente, Roma Controllo, frequenza 128,8 MHz), responsabile del servizio di controllo del traffico aereo in quel settore e ubicato presso l'aeroporto di Roma-Ciampino, si spezzò — come appurato dopo lunghe analisi dei dati radar e con il successivo recupero del relitto dal fondo del mare — in almeno due grossi tronconi e cadde nel mar Tirreno meridionale.
Nell'incidente morirono tutti gli 81 occupanti dell'aeromobile, tra passeggeri ed equipaggio. È il quarto disastro aereo italiano per numero di vittime, dopo quelli del volo Alitalia 4128, del volo Alitalia 112 e di Linate.
A diversi decenni di distanza, vari aspetti dell'incidente non sono ancora chiariti in maniera compiuta, a partire dalla dinamica stessa.
Varie ipotesi sono state formulate nel corso degli anni riguardo alla natura, alla dinamica e alle cause dell'incidente: una delle più battute, e accettata con valenza in sede civile e risarcitoria, riguarda un coinvolgimento internazionale, in particolare francese, libico e statunitense, con il DC-9 che si sarebbe trovato sulla linea di fuoco di un combattimento aereo e sarebbe stato bersagliato per "errore" da un missile lanciato nello specifico da un caccia francese o NATO con l'intenzione di colpire un Mig delle forze aeree libiche.
La più autorevole opinione sulla causa del disastro venne nel febbraio 2007 dal Presidente emerito della Repubblica Francesco Cossiga, che all'epoca dell'incidente era il Presidente del Consiglio in carica, il quale, riferendo all'autorità giudiziaria, attribuì la responsabilità involontaria dell'abbattimento a un missile francese «a risonanza e non a impatto», lanciato da un velivolo dell'Aéronavale decollato dalla portaerei Clemenceau ma oggi, dopo ulteriori indagini, si propende per la portaerei Foch, e che furono i servizi segreti italiani a informare lui e l'allora (2007) ministro dell'interno Giuliano Amato dell'accaduto. Il missile era destinato, nelle intenzioni del lanciatore, a un velivolo libico su cui, a detta di Cossiga si sarebbe trovato il dittatore libico Mu'ammar Gheddafi. Tesi analoga è alla base della conferma, da parte della cassazione, della sentenza di condanna civile al risarcimento ai familiari delle vittime, irrogata contro i Ministeri di trasporti e difesa dal tribunale di Palermo. Nel settembre 2023, lo stesso Giuliano Amato ha confermato tale ricostruzione, dichiarando al quotidiano La Repubblica che la strage fu conseguenza di "un piano per colpire l'aereo sul quale volava Gheddafi".
La compagnia aerea Itavia, di proprietà di Aldo Davanzali, era già pesantemente indebitata prima dell'incidente e cessò le operazioni poco meno di sei mesi dopo, il 10 dicembre 1980; il 12 dicembre le fu revocata la licenza di operatore aereo con messa a rischio dei livelli occupazionali e, nel giro di un anno, si aprì la procedura di amministrazione controllata, cui fece seguito il conferimento di flotta aerea e personale ad Aermediterranea, società partecipata dall'allora compagnia di bandiera Alitalia e dalla sua consociata ATI. 
Nel 2018 la cassazione ha condannato i Ministeri delle infrastrutture e dei trasporti e della difesa a risarcire gli eredi del titolare della compagnia Itavia per il dissesto finanziario al quale andò incontro dopo il disastro aereo di Ustica; i due Ministeri sono stati riconosciuti colpevoli dell'omesso controllo della situazione di rischio venutasi a creare nei cieli di Ustica dove aerei militari non autorizzati e non identificati incrociarono l'aerovia assegnata al volo Itavia.

## Ricostruzione cronologica
- Alle 20:08 del 27 giugno 1980 il DC-9 I-TIGI decolla per il volo IH870[18] da Bologna diretto a Palermo con 113 minuti di ritardo, accumulati nei servizi precedenti. Il volo si svolge regolarmente nei tempi e sulla rotta assegnata (lungo l'aerovia "Ambra 13") fino all'ultimo contatto radio[19] tra il velivolo ed il controllore procedurale di Roma, che avviene alle 20:59.[20][21] Al momento della sparizione l'aeromobile si trova a circa 7000 m di altezza sul braccio di mare compreso tra le isole di Ponza e Ustica e sta volando alla velocità di 800 km/h.
- Alle 21:04, chiamato per l'autorizzazione di inizio discesa su Palermo (dove era previsto arrivasse alle 21:13), il volo IH870 non risponde. L'operatore di Roma reitera invano le chiamate e lo fa chiamare anche da due voli dell'Air Malta (KM153, che segue sulla stessa rotta, e KM758[22]), sempre senza ricevere risposta.[23] I tentativi di ripresa del contatto vengono effettuati anche dal Centro radar dell'Aeronautica Militare (CRAM) di Marsala e dalla torre di controllo di Palermo. Trascorre senza notizie anche l'orario di arrivo a destinazione, previsto per le 21:13.
- Alle 21:25 il Comando del soccorso aereo di Martina Franca assume la direzione delle operazioni di ricerca e allerta il 15º Stormo a Ciampino, sede degli elicotteri Sikorsky HH-3F del soccorso aereo.
- Alle 21:55 il primo HH-3F decolla e incomincia a perlustrare l'area presunta dell'eventuale incidente. L'aereo viene dato per disperso.
- Nella notte numerosi elicotteri, aerei e navi partecipano alle ricerche nella zona. Solo alle prime luci dell'alba un elicottero di soccorso individua a circa 110 km a nord di Ustica alcuni detriti in affioramento. Poco dopo raggiunge la zona un Breguet Br 1150 Atlantic dell'Aeronautica Militare, che avvista una grossa chiazza di carburante; nel giro di qualche ora cominciano ad affiorare altri detriti e i primi cadaveri dei passeggeri. Ciò conferma che il velivolo è precipitato nel mar Tirreno, in una zona in cui la profondità dell'acqua supera i tremila metri.
- Nel corso della mattina del 28 giugno vengono recuperati alcuni cadaveri e vengono dirottate sul punto stimato di caduta alcune navi e imbarcazioni civili tra cui la nave traghetto Pascoli della società Tirrenia di Navigazione in servizio di linea tra Napoli e Palermo.

### Scatola nera e comunicazioni radio
18:26:06Z
- Roma: «870 identifichi.»
- IH870: «Arriva.»
- Roma: «Ok, è sotto radar, vediamo che sta andando verso Grosseto, che prua ha?»
- IH870: «La 870 è perfettamente allineata sulla radiale di Firenze, abbiamo 153 in prua. Ci dobbiamo ricredere sulla funzionalità del VOR di Firenze.»
- Roma: «Sì, in effetti non è che vada molto bene.»
- IH870: «Allora ha ragione il collega.»
- Roma: «Sì, sì pienamente.»
- IH870: «Ci dica cosa dobbiamo fare.»
- Roma: «Adesso vedo che sta rientrando, quindi, praticamente, diciamo che è allineato, mantenga questa prua.»
- IH870: «Noi non ci siamo mossi, eh?!»

18:44:08Z
- IH870: «Roma, la 870.»
- Roma: «IH870 per Ponza, 127,35.»
- IH870: «127,35. Grazie, buonasera.»

18:44:44Z
- IH870: «È la 870, buonasera Roma.»
- Roma: «Buonasera 870. Mantenga 290 e richiamerà 13 Alfa.»
- IH870: «Sì, senta: neanche Ponza funziona?»
- Roma: «Prego?»
- IH870: «Abbiamo trovato un cimitero stasera venendo... da Firenze in poi praticamente non ne abbiamo trovata una funzionante.»
- Roma: «Eh sì, in effetti è un po' tutto fuori, compreso Ponza. Lei quanto ha in prua ora?»
- IH870: «Manteniamo 195.»
- Roma: «195. Sì, va bene. Mantenga 195, andrà un po' più giù di Ponza di qualche miglio.»
- IH870: «Bene, grazie.»
- Roma: «E comunque 195 potrà mantenerlo, io penso, ancora un 20 miglia, non di più perché c'è molto vento da ovest. Al suo livello dovrebbe essere di circa 100-120 nodi l'intensità.»
- IH870: «Eh sì, in effetti sì, abbiamo fatto qualche calcolo, dovrebbe essere qualcosa del genere.»
- Roma: «Ecco, non lo so, se vuole continuare con questa prua altrimenti accosti a destra anche un 15-20 gradi.»
- IH870: «Ok. Mettiamo per 210.»

18:46:31Z
- IH870: «È la 870, è possibile avere un 250 di livello?»
- Roma: «Sì, affermativo. Può scendere anche adesso.»
- IH870: «Grazie, lasciamo 290.»

18:50:45Z
- Roma: «L'Itavia 870 diciamo ha lasciato Ponza 3 miglia sulla destra, quindi, quasi quasi, va bene per Palermo così.»
- IH870: «Molto gentile, grazie. Siamo prossimi a 250.»
- Roma: «Perfetto. In ogni caso ci avverta appena riceve Palermo.»
- IH870: «Sì, Papa-Alfa-Lima lo abbiamo già inserito, va bene e abbiamo il DME di Ponza.»
- Roma: «Perfetto. Allora normale navigazione per Palermo, mantenga 250, richiamerà sull'Alfa.»
- IH870: «Benissimo, grazie.»

18:56:00Z
- IH870: «È sull'Alfa la 870.»
- Roma: «Eh sì, affermativo. Leggermente spostato sulla destra, diciamo 4 miglia e comunque il radar termina. 28,8 per ulteriori.»
- IH870: «Grazie di tutto, buonasera.»
- Roma: «Buonasera a lei.»

18:56:54Z
- IH870: «Roma, buonasera. È l'IH870.»
- Roma: «Buonasera IH870, avanti.»
- IH870: «115 miglia per Papa-Alfa... per Papa-Romeo-Sierra, scusate. Mantiene 250.»
- Roma: «Ricevuto IH870. E può darci uno stimato per Raisi?»
- IH870: «Sì: Raisi lo stimiamo intorno agli uno-tre.»
- Roma: «870 ricevuto. Autorizzati a Raisi VOR. Nessun ritardo è previsto, ci richiami per la discesa.»
- IH870: «A Raisi nessun ritardo, chiameremo per la discesa, 870.»
- Roma: «È corretto.»

Il flight data recorder dell'aereo, recuperato dopo diversi anni di immersione in mare a oltre 3000 metri di profondità, ha registrato valori regolari: prima della sciagura la velocità era di circa 323 nodi, la quota circa 7 600 metri (25 000 ft) con prua a 178°, l'accelerazione verticale oscillava senza oltrepassare 1,15 g. La registrazione del cockpit voice recorder, recuperato nel corso della prima campagna di recupero subacqueo dopo anni di immersione in mare a oltre 3000 metri di profondità, mostra un tranquillo dialogo tra il comandante Domenico Gatti e il copilota Enzo Fontana, che si raccontavano barzellette, e si interrompe senza preavviso.

Gli ultimi secondi della registrazione recitano:
«Allora siamo a discorsi da fare... [...] Va bene i capelli sono bianchi... È logico... Eh, lunedì intendevamo trovarci ben poche volte, se no... Sporca eh! Allora sentite questa... Guarda, cos'è?».
Essa si interrompe tagliando l'ultima parola, che per anni si ipotizzò fosse un «Guarda!».
Il 10 giugno 2020, un'accurata pulizia dell'audio suggerisce che le ultime parole pronunciate dal copilota siano state «Guarda, cos'è?», lasciando presupporre che i due membri dell'equipaggio avessero individuato un'anomalia o qualcosa visibile fuori dall'abitacolo.

## Gli esami autoptici delle vittime
Le vittime del disastro furono ottantuno, ma furono ritrovate e recuperate solo trentanove salme. Dopo quarant'anni, alcune inchieste giornalistiche del Corriere della Sera hanno mostrato per la prima volta i volti e tutte le storie. L'ultima in ordine di tempo è stata quella della professoressa universitaria Giulia Maria Tripiciano rintracciata da Alessio Ribaudo.
La procura di Palermo dispose l'ispezione esterna di tutti i cadaveri rinvenuti e l'autopsia completa di sette cadaveri, richiedendo ai periti di indicare:
1. causa, mezzi ed epoca dei decessi
2. le lesioni presentate dai cadaveri
3. se sui corpi si ravvisassero presenze di sostanze tossiche e di corpi estranei
4. se vi fossero evidenti tracce di ustioni o di annegamento

Sulle sette salme di cui fu disposta l'autopsia furono riscontrati sia grandi traumi da caduta (a livello scheletrico e viscerale), sia lesioni enfisematose polmonari da decompressione, tipiche di sinistri in cui l'aereo si apre in volo e perde repentinamente la pressione interna. Nelle perizie gli esperti affermarono che l'instaurarsi degli enfisemi da depressurizzazione precedette cronologicamente tutte le altre lesioni riscontrate, ma non causò direttamente il decesso dei passeggeri, facendo loro solamente perdere conoscenza. La morte, secondo i medesimi esperti, sopravvenne soltanto in seguito a causa di traumi fatali, riconducibili (così come la presenza di schegge e piccole parti metalliche in alcuni dei corpi) a reiterati urti con la struttura dell'aereo in caduta e, in ultima analisi, all'impatto del velivolo con l'acqua. La ricerca tossicologica dell'ossido di carbonio e dell'acido cianidrico (residui da combustione) fu negativa sia nel sangue sia nei polmoni. Nessuna delle salme presentava segni di ustione o di annegamento.
Il controllo radiografico, alla ricerca di residui metallici, risultò positivo su cinque cadaveri. Più precisamente:
- nel cadavere 20 due piccole schegge nell'indice e nel medio sinistri
- nel cadavere 34 piccoli frammenti in proiezione della testa dell'omero destra e della quinta vertebra lombare
- nel cadavere 36 minuti frammenti nella coscia sinistra
- nel cadavere 37 un bullone con relativo dado nelle parti molli dell'emibacino
- nel cadavere 38 un frammento delle dimensioni di un seme di zucca e di forma irregolare nella mano destra

La perizia ritenne di escludere, per le caratteristiche morfologiche e dimensionali, la provenienza dei minuscoli corpi estranei dall'eventuale frammentazione di involucro di un qualsiasi ordigno esplosivo.

## Le indagini

### Le prime perizie e le tracce di esplosivi
Sui pochi resti disponibili, i periti rinvennero tracce di esplosivi. Nel 1982, una perizia eseguita da parte di esperti dell'Aeronautica militare italiana rilevò del T4 (esplosivo plastico presente nelle bombe, come quella fatta esplodere nel successivo 1987 da agenti della Corea del Nord sul volo Korean Air 858). La causa dell'incidente viene individuata nella detonazione di una massa di esplosivo presente a bordo del velivolo, in ragione della rilevata presenza su alcuni reperti di tracce di T4 e dell'assenza di tracce di TNT.
La perizia dell'Aeronautica Militare venne seguita da una controperizia dell'accusa. La seconda repertazione, nel 1987, trovò T4 e TNT su di un frammento dello schienale nº 2 rosso: la perizia chimica Malorni Acampora del 3 febbraio 1987 (disposta dal giudice istruttore nel corso della perizia Blasi: parte I, libro I, capo I, titolo III, capitolo IV, pag. 1399 e ss. della sentenza ordinanza del giudice istruttore) rileva la presenza chiara e inequivocabile sia di T4 sia di TNT (sempre nel frammento dello schienale nº 2 rosso), miscela la cui presenza è tipica degli ordigni esplosivi. Queste componenti di esplosivi, solitamente presenti nelle miscele di ordigni esplosivi, hanno indebolito l'ipotesi di un cedimento strutturale, come era stato ipotizzato il 28 gennaio 1981 dalla commissione Ministeriale "Luzzatti" (seppure al pari, come si è visto, di altre ipotesi) nominata dal ministro dei trasporti Formica.
L'acclarata presenza di esplosivi indeboliva l'ipotesi di cedimento strutturale, tanto più per cattiva manutenzione. Ciò aprì, in epoche successive, spiragli per richieste di risarcimenti a favore dell'Itavia (cui tuttavia il ministro dei trasporti Formica aveva revocato la concessione dei servizi aerei di linea per il pesante passivo dei conti aziendali, non per il disastro).
Secondo le rivelazioni di due cablogrammi (03ROME2887 e 03ROME3199) pubblicati sul sito WikiLeaks, l'allora ministro per le rapporti con il Parlamento Carlo Giovanardi difese in Parlamento la versione della bomba, paragonandola a quella della strage di Lockerbie. In un'intervista concessa ad AgoraVox Italia, tuttavia, Giovanardi smentì la versione dell'ambasciata statunitense, in cui si legge che lo stesso avrebbe espresso la sua volontà di "mettere a tacere" le ipotesi sulla strage di Ustica. Le parole di Giovanardi furono poi contestate da Daria Bonfietti, senatrice e presidente dell'Associazione parenti delle vittime della strage di Ustica e sorella di Alberto Bonfietti, perito nella strage.

### Recupero del relitto
Nel 1987 il ministro del tesoro Giuliano Amato stanziò i fondi per il recupero del relitto del DC-9, che giaceva in fondo al mar Tirreno. La profondità di 3 700 metri alla quale si trovava il relitto rendeva complesse e costose le operazioni di localizzazione e recupero e le imprese specializzate che disponevano delle attrezzature e dell'esperienza necessarie erano pochissime. La scelta, dopo una iniziale considerazione di inopportunità di coinvolgimento di operatori francesi, ricadde proprio sulla ditta Ifremer (Institut français de recherche pour l'exploitation de la mer, Istituto di ricerca francese per lo sfruttamento del mare), che il giudice Rosario Priore avrebbe poi ritenuto collegata ai servizi segreti francesi. Sulla conduzione dell'operazione di recupero effettuata dai Deep Submergence Rescue Vehicle della Ifremer, che portò in superficie la maggior parte della cellula dell'aeromobile, scaturirono molti dubbi, principalmente sui filmati consegnati in copia e sul fatto che l'ispezione al relitto documentata dalla ditta francese fosse davvero stata la prima. Le difficoltà tecniche, i problemi di finanziamento e le resistenze esercitate da varie delle parti interessate contribuirono a rimandare il recupero per molti anni. Alla fine due distinte campagne di recupero, nel 1987 e nel 1991, riportarono in superficie circa il 96% del relitto del DC-9; si specifica che è stato recuperato l'85% della superficie bagnata dell'aereo. Il relitto venne ricomposto in un hangar dell'aeroporto di Pratica di Mare, dove rimase a disposizione della magistratura per le indagini fino al 5 giugno 2006, data in cui fu trasferito e sistemato, grazie al contributo dei Vigili del fuoco di Roma, nel museo per la memoria, approntato appositamente a Bologna.

### Il serbatoio esterno di un aereo militare
Molto interesse destò nell'opinione pubblica il rinvenimento il 10 maggio 1992, durante la seconda campagna di recupero, al limite orientale della zona di ricerca (zona D), di un serbatoio esterno sganciabile di un aereo militare, schiacciato e frammentato, ma completo di tutti i pezzi; tali serbatoi esterni generalmente vengono sganciati in caso di pericolo o più semplicemente in caso di necessità (ad esempio in fase di atterraggio) per aumentare la manovrabilità dell'apparecchio.
Il serbatoio fu recuperato il 18 maggio e fu sistemato a Pratica di Mare con gli altri reperti. Lungo 3 metri, per una capienza di 300 galloni americani (1 100 l) di combustibile, presentava i dati identificativi:
Pastushin Industries inc. pressurized 300 gal fuel tank installation diagram plate 225-48008 plate 2662835
che lo indicavano quindi prodotto dalla Pastushin Aviation Company di Huntington Beach, Los Angeles, California (divenuta poi Pavco) negli Stati Uniti oppure all'estero su licenza. Tale tipo di serbatoio era installabile su almeno quattro modelli di aerei: MD F-4 Phantom (in servizio nelle flotte di Stati Uniti, Israele, Germania, Grecia e Regno Unito), Northrop F-5 (in servizio nel 1980 nelle flotte di Arabia Saudita, Austria, Bahrein, Botswana, Brasile, Canada, Cile, Corea del Sud, Etiopia, Filippine, Giordania, Grecia, Honduras, India, Iran, Kenya, Libia, Malesia, Norvegia, Pakistan, Paesi Bassi, Singapore, Spagna, Sudan, Svizzera, Thailandia, Taiwan, Tunisia, Turchia, Stati Uniti, Venezuela, Vietnam del Sud e Yemen), F-15 Eagle (in servizio nelle flotte di Arabia Saudita, Giappone, Israele e Stati Uniti), Vought A-7 Corsair II (in servizio nelle flotte di Stati Uniti, Grecia, Portogallo e Thailandia). Nessuno degli aerei listati è stato impiegato nelle flotta di Francia, nazione responsabile dell'abbattimento secondo le ipotesi di Francesco Cossiga e Canal+. Tuttavia la Francia impiegava il Caccia imbarcato Vought F 8 Crusader simile all'A7 Corsair II.
Gli Stati Uniti, interpellati dagli inquirenti, risposero che dopo tanti anni non era loro possibile risalire a date e matricole per stabilire se e quando il serbatoio fosse stato usato in servizio dall'Aviazione o dalla Marina degli Stati Uniti.
Furono interpellate anche le autorità francesi, che risposero di non aver mai acquistato o costruito su licenza serbatoi di quel tipo; fornirono inoltre copie dei libri di bordo di quel periodo delle portaerei della Marine nationale Clemenceau e Foch.

### Gli oblò del DC-9
Buona parte degli oblò del DC-9, malgrado la presunta esplosione, è rimasta integra; è stato pertanto escluso che l'esplosione sia avvenuta a causa di una bomba collocata all'interno dell'aereo.

### Indagini successive
Anche gli inquirenti denunciarono esplicitamente che il sostanziale fallimento delle indagini sarebbe stato dovuto a estesi depistaggi e inquinamenti delle prove, operati da soggetti ed entità molteplici, come riportano i passi introduttivi del procedimento penale nº 527/84 A G. I.
(CAPO 3° Gli inquinamenti. Capitolo I Considerazioni preliminari. pag. 3.)
Per questa ipotesi investigativa, assieme alle indagini per la ricerca delle cause si sovrapposero le indagini per provare quegli inquinamenti e quei depistaggi.

### Tracciati radar
Il volo IH870, dal punto di vista del controllo del traffico aereo civile, si trovava nell'area di competenza del Centro regionale di controllo (ACC) di Roma, che si avvaleva (e si avvale tuttora) di personale e impianti ubicati presso l'aeroporto di Ciampino. Parallelamente, lo spazio aereo attraversato dal volo IH870 del DC-9 I-TIGI era sotto la sorveglianza dei radar di difesa aerea gestiti dall'Aeronautica Militare, tra cui quelli dei Centri radar dell'Aeronautica Militare (CRAM) di Licola (vicino a Napoli) e di Marsala (in Sicilia).
I sistemi radar civili dispongono di capacità di rilevamento dei segnali primari (gli echi radar, dovuti alla riflessione da parte di aeromobili o altri oggetti delle onde radar emesse dall'antenna, che forniscono informazioni sul rilevamento polare dell'oggetto volante e della sua distanza dall'antenna radar) e secondari (derivanti dall'interrogazione dei transponder a bordo degli aerei che ne sono dotati, che fornisce un codice identificativo di 4 cifre e l'altitudine) e di apparati di registrazione automatica delle tracce (elaborate con procedimenti informatici) su supporti magnetici digitali. Usualmente, soltanto i segnali secondari vengono presentati sulle console degli operatori radar civili, mentre i segnali primari non accompagnati dalle informazioni digitali trasmesse dai transponder vengono filtrati, non essendo normalmente di interesse per il controllo del traffico aereo il rilevamento di "oggetti non cooperanti". Sia i dati primari che i dati secondari vengono comunque registrati sugli apparati di registrazione.
Vale poi la pena di ricordare che, prima della diffusione del moderno sistema ADS-B, era compito del controllore di volo associare al codice SSR (la risposta del transponder, che sono quattro cifre da 0 a 7, per es. 4246) l'identificativo dell'aeromobile (per es. IH870), azione che prende il nome di identificazione radar. Questo può avvenire, ad esempio, tramite il passaggio tra i vari enti di controllo del traffico man mano che il volo procede delle informazioni contenute nelle cosiddette strip, tra le quali vi è il codice transponder assegnato, oppure tramite la richiesta da parte del controllore al pilota di "identificarsi" ("squawk ident"), che consiste nell'attivare sul transponder il bottone IDENT, il quale aggiunge temporaneamente un flag al segnale di ritorno; esso, ricevuto dal sistema radar, mette maggiormente in risalto la traccia rispetto alle altre sulla console dell'operatore.
Nei voli commerciali normalmente il codice transponder viene assegnato inizialmente quando viene trasmessa al velivolo l'autorizzazione di rotta, prima del decollo, e può essere cambiato solo su specifica richiesta del controllore di volo (eccetto casi di emergenza); tuttavia, essendo appunto tale codice inserito nel transponder dal pilota, è tecnicamente possibile (per quanto non desiderabile) che in volo vi siano più aeromobili con lo stesso codice SSR.
I sistemi radar di difesa aerea dispongono sia di capacità di rilevamento polare (posizione dell'aereo) sia di rilevamento azimutale (per stimare l'altitudine di volo) tramite radar ausiliari detti quotametri, e all'epoca dell'incidente producevano registrazioni automatiche su supporti magnetici oppure, in mancanza anche temporanea di apparati automatici, operavano in modalità "fonetico-manuale" con la trascrizione dei dati di rotta rilevati su appositi registri cartacei.
Occorre tenere presente che i CRAM dell'Aeronautica Militare erano gestiti tramite il sistema NADGE e pertanto integrati nella rete di difesa aerea NATO, disponendo di capacità di trasmissione, visualizzazione e registrazione dei rilevamenti radar tra i diversi centri della difesa aerea nazionali e alleati.
Tra le tracce radar oggetto di visione, è stata accertata la presenza di tracciati radar di numerose stazioni, civili e militari, nazionali e internazionali.

#### Le registrazioni del Centro radar AM di Marsala
Il Centro radar AM di Marsala ha rivestito un ruolo importante nella vicenda del DC-9 I-TIGI, trovandosi in posizione particolarmente favorevole per rilevare gli oggetti volanti nel basso mar Tirreno, e a questo centro hanno fatto riferimento gli investigatori giudiziari per cercare di acquisire informazioni sui traffici in volo al momento dell'incidente.
Nonostante la posizione favorevole, e nonostante il volo IH870 fosse stato seguito dagli operatori del CRAM di Marsala nelle fasi di volo livellato fino al momento dell'incidente, le registrazioni nei minuti precedenti e seguenti l'incidente risultarono mancanti in quanto, per una singolare coincidenza, proprio in quei minuti sarebbe iniziata un'esercitazione con traffico sintetico (Synthetic Air Defense Exercise - SynADEx) e, mentre il controllo del traffico era assicurato da operatori alle console che controllavano i segnali reali, la gran parte del personale era impegnato nell'esercitazione e osservava un traffico fittizio, simulato. Al fine di eseguire l'esercitazione SynADEx era necessario montare una bobina di nastro magnetico contenente i dati simulati e proprio in ragione dell'utilizzo dell'unità nastro del sistema computerizzato non era possibile in quei momenti registrare.
Nonostante l'intenso lavoro investigativo, nessun operatore in servizio presso il CRAM di Marsala la sera del 27 giugno 1980 è stato in grado di confermare la propria partecipazione all'esercitazione SynADEx che sarebbe avvenuta in tali momenti.
Al di là della veridicità e della credibilità della ricostruzione effettuata dall'Aeronautica Militare, il dato oggettivo consiste nell'indisponibilità di registrazioni del radar di difesa aerea di Marsala proprio nel momento più importante, per verificare la possibile presenza di traffici che abbiano interferito con il volo del DC-9 I-TIGI.
Durante le indagini si appurò, inoltre, che il registro dell'IC, cioè del guida caccia Muti del sito radar di Marsala, aveva una pagina strappata nel giorno della perdita del DC-9. Il pubblico ministero giunse quindi alla conclusione che fosse stata sottratta la pagina originale del 27 giugno e se ne fosse riscritta poi, nel foglio successivo, una diversa versione.
Durante il processo, la difesa contestò questa conclusione e affermò che la pagina mancante non sarebbe stata riferita al giorno della tragedia, ma alla notte tra il 25 e il 26 giugno. L'analisi diretta della Corte concluse che la pagina tra il 25 e il 26 era stata tagliata, come osservato dalla difesa, ma quella che riguarda la sera del 27 giugno era recisa in modo estremamente accurato, così che fosse difficile accorgersene (il particolare era infatti stato omesso all'avvocato difensore). La numerazione delle pagine non aveva invece interruzioni ed era quindi posteriore al taglio. Interrogato a questo proposito, il sergente Muti, l'IC in servizio quella sera a Marsala non fornì alcuna spiegazione («Non so cosa dirle»). La difesa riconobbe in seguito che la pagina del registro dell'IC, cioè del guida caccia Muti in servizio il 27 giugno, era stata effettivamente rimossa dal registro.

#### Le registrazioni del Centro radar AM di Licola
Il Centro radar di Licola è il più vicino al punto del disastro. All'epoca era di tipo fonetico-manuale: nella sala operativa del sito le coordinate delle tracce venivano comunicate a voce dagli operatori seduti alle console radar ad altri operatori, che le disegnavano stando in piedi dietro un pannello trasparente. Parallelamente tali dati venivano scritti da altri incaricati sul modello "DA 1". Il "DA 1" del 27 giugno 1980 non fu mai ritrovato.

#### Aeroporto di Grosseto e Centro radar AM di Poggio Ballone
Il giudice istruttore e la Commissione stragi sono in possesso dei tracciati del radar di Grosseto: nelle registrazioni del radar dell'aeroporto di Grosseto si vedono due aerei in volo in direzione nord, sulla rotta del DC-9 Itavia. Mentre due altre tracce di velivoli, provenienti dalla Corsica, giungono sul posto alcuni minuti dopo l'orario stimato di caduta del DC-9 stesso. I nastri con le registrazioni radar del centro della difesa aerea di Poggio Ballone sarebbero invece spariti: ne rimangono soltanto alcune trasposizioni su carta di poche tracce.

#### Le registrazioni radar del centro di controllo d'area di Roma
I radar per il controllo del traffico aereo affidato al centro di controllo d'area di Roma (con impianti e personale ubicati presso l'aeroporto di Roma-Ciampino e antenne collocate sul litorale laziale nei pressi di Fiumicino) registrarono parte del volo del DC-9 Itavia del 27 giugno 1980, ma nel lasso di tempo intercorso tra le ore 20:58 e le 21:02, solo il secondo dei due sistemi radar attivi (uno a stato solido, di produzione Selenia, e un altro valvolare, di produzione Marconi) registrò riflessi "primari" (gli echi radar dovuti alla riflessione radio sulla superficie esterna dell'aereo) e segnali secondari emessi dal transponder del DC-9 nella zona e al momento del disastro, benché il punto in cui si verificò l'incidente fosse a distanza (dall'antenna) di poco superiore alla portata nominale dell'impianto.
Il DC-9 era infatti diretto a sud a livello di volo FL250 pari a 25 000 piedi (7 600 m) con vento a circa 200 km/h da nord-ovest, in posizione intermedia tra l'isola di Ponza e l'isola di Ustica.
Vennero immediatamente evidenziate nelle registrazioni del radar Marconi dell'ACC di Roma due echi primari privi di segnale secondario a ovest della traccia del DC-9 (che volava con prua sud di circa 178°) che potevano essere correlati tra loro a formare una traccia con rotta quasi perpendicolare a quella del DC-9. A questi primi due plot se ne poteva correlare un terzo che appariva poco dopo più a est, oltre la linea di rotta del DC-9, nei minuti successivi all'interruzione del segnale secondario SSR di I-TIGI (l'etichetta "IH870" scompariva con l'ultima risposta del transponder alla "battuta" del radar secondario, e da quel momento in poi rimanevano registrati soltanto gli echi o plot grezzi). Proprio questi tre plot sono stati considerati dal National Transportation Safety Board (NTSB) statunitense come traccia di un aereo in volo con traiettoria da ovest a est che intersecava ad alta velocità (circa 350 nodi) la rotta del DC-9, senza entrare in collisione con esso e che mostrava un comportamento tipico di un attacco con missili aria-aria a guida radar semi-attiva. La distanza dell'aereo aggressore dal bersaglio implicava che dovesse esserci una stazione radar di supporto (di superficie, navale o aerotrasportata) in grado di rilevare sia il velivolo da caccia attaccante sia il suo bersaglio, in funzione di guidacaccia.
Anche secondo i periti interpellati dall'associazione dei parenti delle vittime, oltre che i periti della società Itavia, le tracce registrate dal Radar Marconi di Ciampino potevano essere identificate come una manovra d'attacco aereo condotta nei pressi della rotta del DC-9.
Secondo altri analisti si trattava invece di echi spurii, frutto di errori casuali prodotti dal radar, che tuttavia avevano superato la fase di correlazione da parte degli algoritmi software utilizzati per la gestione dei segnali radar.
Altri elementi su cui si sono concentrate le indagini sono i plot doppi presenti nel tracciato Marconi di Ciampino dopo il disastro, sospettati di essere tracce di altri aerei in volo. Tali plot potrebbero anche essere stati determinati, si è ipotizzato, dalla struttura principale dell'aereo in caduta e da fenomeni di chaffing causati da frammenti, anche se restano i dubbi per i plot a ovest del punto di caduta in quanto sopravvento e quindi difficilmente attribuibili a rottami che cadono nel letto del forte vento di maestrale (che proviene appunto da nord-ovest e spinge verso sud-est).

#### AWACS
In quelle ore un aereo radar AWACS, un quadrireattore Boeing E-3A Sentry, dell'USAF, uno degli unici due presenti in Europa nel 1980, basati a Ramstein (Germania) dall'ottobre del 1979, risulta orbitante con rotta circolare nell'area a nord di Grosseto. Dotato dell'avanzatissimo radar 3D Westinghouse AN/APY-1 con capacità "Look down", in grado di distinguere i velivoli dagli echi del terreno, era in condizione di monitorare tutto il traffico, anche di bassa quota, per un raggio di 500 km.

#### Portaerei Saratoga
Il contrammiraglio James Flatley, al comando della portaerei USS Saratoga della US Navy, ancorata il 27 giugno 1980 nel golfo di Napoli, dopo aver inizialmente dichiarato che «dalla Saratoga non fu possibile vedere nulla perché tutti i radar erano in manutenzione» e l'impianto funzionava con un carico fittizio (dummy load), cambiò versione: disse che nonostante fossero in corso lavori di manutenzione dei radar, uno di essi era comunque in funzione e aveva registrato «un traffico aereo molto sostenuto nell'area di Napoli, soprattutto in quella meridionale» e che le registrazioni relative erano state richieste e inoltrate, il giorno dopo l'incidente, ai comandi superiori. A detta dell'ammiraglio, si videro passare «moltissimi aerei». I registri radar della Saratoga sono andati persi.
Secondo altre fonti, la Saratoga non si trovava affatto in rada a Napoli il 27 giugno 1980. Brian Sandlin, ex militare della US Navy in forza sulla Saratoga nel 1980, ha confermato nell'intervista rilasciata al giornalista Andrea Purgatori e trasmessa durante la trasmissione televisiva Atlantide del 20 dicembre 2017 che quella sera il comandante della Saratoga informava l'equipaggio che aerei F4 della Saratoga avevano dovuto abbattere due MiG libici che apparentemente si apprestavano ad attaccarli smentendo le dichiarazioni ufficiali a suo tempo rilasciate dal governo americano al giudice Rosario Priore che si occupava del caso, stando alle quali la nave Saratoga quella notte era ancorata in rada a Napoli. Sandlin dichiara, senza elementi, che quella sera la portaerei era al largo, che oltre metà dei caccia era decollato per una prova di forza con la Libia e che due di questi erano rientrati senza armamenti perché avevano sostenuto uno scontro con due MiG libici e li avevano abbattuti. In zona era presente anche la portaerei francese Clemenceau per lo stesso motivo.
D'altronde già durante l'istruttoria Priore la posizione della Saratoga fu ampiamente ricostruita e confermata essere incontrovertibilmente in porto a Napoli.

#### Civilavia e Centro bolognese
Le stazioni radar di Civilavia e di Centro bolognese si occupavano di registrare tutti i voli nazionali e internazionali civili, commerciali e militari, per poi procedere alla stampa e alla fatturazione dei costi di ogni passaggio aereo a ciascuna compagnia, società o autorità competente. I nastri con le registrazioni dei voli, decrittati e stampati, furono acquisiti dal giudice istruttore.

#### Radar russo
Nell'aprile del 1993 il generale Jurij Salimov, in forza ai servizi segreti russi, affermò di aver seguito i fatti di Ustica attraverso un radar russo basato in Libia che, con l'ausilio di un satellite, era in grado di monitorare il mar Tirreno meridionale.

### Il traffico aereo
Diversi elementi portarono gli inquirenti a indagare sull'eventuale presenza di altri aerei coinvolti nel disastro.
Si determinarono con certezza alcuni punti:
- In generale la zona sud del Tirreno era utilizzata per esercitazioni NATO.
- Furono inoltre accertate in quel periodo penetrazioni dello spazio aereo italiano da parte di aerei militari libici. Tali azioni erano dovute alla necessità da parte dell'Aeronautica militare libica di trasferire i vari aerei da combattimento da e per la Jugoslavia, nelle cui basi[81][82] veniva assicurata la manutenzione ai diversi MiG e Sukhoi di fabbricazione sovietica, presenti in gran quantità nell'aviazione del colonnello Gheddafi.[83]
- Il governo italiano, fortemente debitore verso il governo libico dal punto di vista economico (non si dimentichi che dal 1º dicembre 1976 addirittura la FIAT era parzialmente in mani libiche, con una quota azionaria del 13% detenuta dalla finanziaria libica LAFICO[84]), tollerava tali attraversamenti e li mascherava con piani di volo autorizzati per non impensierire gli USA. Spesso gli aerei libici si mimetizzavano nella rete radar, disponendosi in coda al traffico aereo civile italiano, riuscendo così a fare in modo che non venissero allertate le difese NATO.[85][86]
- Diverse testimonianze, inoltre, avevano descritto l'area come soggetta a improvvisa comparsa di traffico militare statunitense con un'intensità tale da far preoccupare piloti, civili e controllori: poche settimane prima della tragedia di Ustica, un volo Roma-Cagliari aveva deciso per sicurezza di tornare all'aeroporto di partenza; in altre occasioni i controllori di volo avevano contattato l'addetto aeronautico dell'ambasciata USA per segnalare la presenza di aerei pericolosamente vicini alle rotte civili. Più specificamente, durante la giornata del 27 giugno 1980, era segnata nei registri, dalle 10:30 alle 15:00, l'esercitazione aerea USA "Patricia", ed era poi in corso un'esercitazione italiana h. 24 (cioè della durata di ventiquattro ore) a Capo Teulada, segnalata nei NOTAM.
- Durante quella sera, tra le ore 20:00 e le 24:00 locali, erano testimoniati diversi voli nell'area da parte di aerei militari non appartenenti all'aeronautica militare italiana: un quadrireattore E-3A Sentry (aereo AWACS o aereo radar), che volava da oltre due ore a 50 km da Grosseto in direzione nord ovest, un CT-39G Sabreliner, un jet executive militare e vari Lockheed P-3 Orion (pattugliatori marini) partiti dalla base di Sigonella, un Lockheed C-141 Starlifter (quadrireattore da trasporto strategico) in transito lungo la costa tirrenica, diretto a sud.
- Sembra che in quei giorni (e anche quella sera) alcuni cacciabombardieri F-111 dell'USAF basati a Lakenheath (Suffolk, Gran Bretagna), si stessero trasferendo verso l'Egitto all'aeroporto di Cairo West, lungo una rotta che attraversava la penisola italiana in prossimità della costa tirrenica, con l'appoggio di aerei da trasporto strategico C-141 Starlifter. Gli aerei facevano parte di un ponte aereo in atto da diversi giorni, che aveva lo scopo di stringere una cooperazione con l'Egitto[87] e ridurre la Libia, con la quale vigeva uno stato di crisi aperta sin dal 1973,[88] a più miti consigli.
- Un'intensa e insolita attività di volo fino a tarda sera era testimoniata anche dal generale dei Carabinieri Nicolò Bozzo,[89] in quel periodo in vacanza con la famiglia presso la base aerea di Solenzara, in Corsica, che ospitava vari stormi dell'Armée de l'air francesi: ciò smentiva i vertici militari francesi, i quali avevano affermato ai magistrati italiani di non aver svolto con la loro aeronautica militare alcuna attività di volo nei cieli italiani nel pomeriggio del 27 giugno 1980.
- La sera della strage di Ustica, quattro aerei volavano con lo stesso codice di transponder. Il DC-9 Itavia aveva come codice il nº 1136 e altri tre velivoli, di cui uno sicuramente militare, erano dotati dello stesso numero di riconoscimento.[90]
- Dalla perizia tecnico-radaristica risulta che trenta aerei supersonici militari, difensori e attaccanti, sorvolarono la zona di Ustica nel pomeriggio e alla sera del 27 giugno 1980, dalle 17:30 alle 21:15, per 3 ore e 45 minuti. Gli aerei militari avevano tutti il transponder spento per evitare di essere compiutamente identificati dai radar per il controllo del traffico aereo.[91] Un'esercitazione d'aviazione di marina, come ha detto l'ammiraglio James H. Flatley, nella sua prima versione[92] e che conferma la presenza di una portaerei che raccolse i propri aerei.

#### Intensa attività militare
Successivamente, all'inizio dell'agosto 1980, oltre a vari relitti furono ritrovati in mare anche due salvagenti e un casco di volo della marina americana; a settembre, presso Messina, si rinvennero frammenti di aerei bersaglio italiani, che sembrano però risalenti a esercitazioni terminate nel gennaio dello stesso anno.
Questi dati evidenziano che nell'area tirrenica, in quel periodo del 1980, si svolgeva un'intensa attività militare. Benché molti di questi fatti, se presi singolarmente, appaiano in relazione diretta con la caduta del DC-9, si è notata da alcuni la coincidenza temporale dell'allarme degli F-104 italiani su Firenze, al momento del passaggio del DC-9, dell'esistenza di tracce radar non programmate che transitano a oltre 600 nodi in prossimità dell'aereo civile, della pluritestimonianza dell'inseguimento tra aerei da caccia sulla costa calabra e, infine, delle attività di ricerca, in una zona a 20 miglia a est del punto di caduta, effettuate da velivoli non appartenenti al Soccorso aereo Italiano.

#### Due aerei militari italiani danno l'allarme
Due F-104 del 4º Stormo dell'Aeronautica militare italiana, di ritorno da una missione di addestramento sull'aeroporto di Verona-Villafranca, mentre effettuavano l'avvicinamento alla base aerea di Grosseto, si trovarono in prossimità del DC-9 Itavia. Uno era un F-104 monoposto, con l'allievo Aldo Giannelli ai comandi; l'altro, un TF-104 G biposto, ospitava due istruttori, i comandanti Mario Naldini e Ivo Nutarelli.
Alle ore 20:24, all'altezza di Firenze-Peretola, il biposto con a bordo Naldini e Nutarelli, mentre era ancora in prossimità dell'aereo civile, emise un segnale di allarme generale alla difesa Aerea (codice 73, che significa emergenza generale e non emergenza velivolo) e nella registrazione radar di Poggio Ballone «il SOS-SIF è [...] settato a 2, ovvero emergenza confermata, e il blink è settato a 1, ovvero accensione della spia di Alert sulle consolles degli operatori» — in linguaggio corrente: «il segnale di allarme-SIF (Selective Identification Feature, caratteristica di identificazione selezionabile) è posizionato su 2, ossia emergenza confermata, e il lampeggìo è posizionato su 1, ossia accensione della spia di allarme sulla strumentazione degli operatori» — quindi risulta che Naldini e Nutarelli segnalarono un problema di sicurezza aerea e i controllori ottennero conferma della situazione di pericolo.
I significati di tali codici, smentiti o sminuiti di importanza da esperti dell'aeronautica militare italiana ascoltati in qualità di testimoni, furono invece confermati in sede della Commissione ad hoc della NATO, da esperti dell'NPC (NATO Programming Centre), i quali difatti hanno affermato nel loro rapporto del 10 marzo 1997:
L'aereo ripeté per ben tre volte la procedura di allerta, a conferma inequivocabile dell'emergenza.
Né l'aeronautica militare italiana né la NATO hanno mai chiarito le ragioni di quell'allarme.

#### Il MiG-23 precipitato in Calabria
Il 18 luglio 1980 la carcassa di un MiG-23MS dell'Aeronautica militare libica venne ritrovato sui monti della Sila in zona Timpa delle Magare, nell'attuale comune di Castelsilano (all'epoca nella provincia di Catanzaro, oggi in quella di Crotone), in Calabria, dalla popolazione locale; di costoro, però, in sede di inchiesta parlamentare fu affermato che nessuno fu testimone oculare della caduta.
Il Giudice Istruttore ipotizzò una correlazione del fatto con la caduta del DC-9 Itavia, in quanto furono depositate agli atti delle testimonianze di diversi militari in servizio in quel periodo, tra le quali quelle del caporale Filippo Di Benedetto e dei suoi commilitoni del battaglione "Sila", del 67º battaglione Bersaglieri "Persano" e del 244º Battaglione fanteria "Cosenza", che affermavano di aver effettuato servizi di sorveglianza al MiG-23 non a luglio, bensì a fine giugno 1980, il periodo cioè della caduta del DC-9 Itavia. Si teorizzò quindi che il caccia libico non fosse caduto il giorno in cui fu dichiarato il ritrovamento dalle forze dell'ordine (cioè 18 luglio), ma molto prima, probabilmente la stessa sera della strage, e che quindi il velivolo fosse stato coinvolto, attivamente o passivamente, nelle circostanze che condussero alla caduta dell'aereo Itavia.
I sottufficiali Nicola De Giosa e Giulio Linguanti dissero altresì che la fusoliera del MiG era sforacchiata «come se fosse stata mitragliata» da «sette od otto fori da 20 mm» simili a quelli causati da un cannoncino.
La perizia eseguita nel corso dell'istruttoria del giudice Vittorio Bucarelli fece bensì emergere elementi che vennero interpretati come coerenti con la tesi che l'aereo fosse precipitato proprio il 18 luglio: dalle testimonianze dei Vigili del fuoco e dai Carabinieri accorsi sul luogo dello schianto e dal primo esame del medico legale si evinse che il pilota era morto da poco; il paracadute nel quale era parzialmente avvolto era sporco di sangue e il cadavere (non ancora in rigor mortis) riportava ferite in cui era visibile del sangue che incominciava a coagularsi. In aggiunta fu riportato che dai rottami del MiG usciva il fumo di un principio di incendio (subito domato dai Vigili del fuoco). Per contro tali affermazioni vennero criticate, nonostante avessero essi stessi confermato inizialmente la data del decesso al 18 luglio, dal professor Zurlo, che in una lettera scritta con il dottor Rondanelli e inviata nel 1981 alla sede dell'Itavia affermò che il cadavere del pilota del MiG era in avanzato stato di decomposizione, tale da suggerire una morte avvenuta almeno 20 giorni prima del 18 luglio.
A gennaio 2016 un'inchiesta del canale televisivo francese Canal+ addebitò la responsabilità dell'abbattimento dell'aereo Itavia ad alcuni caccia francesi impegnati in un'operazione militare sul mar Tirreno: secondo la ricostruzione proposta, un velivolo estraneo si sarebbe nascosto ai radar volando sotto il DC-9, non riuscendo però a evitare l'intercettazione da parte dei suddetti caccia francesi, che nel tentativo di attaccarlo avrebbero inizialmente colpito per errore l'I-TIGI. Il velivolo nascosto sarebbe poi comunque stato colpito e infine sarebbe precipitato in Calabria, venendo quindi identificato col MiG caduto a Timpa delle Magare. Le ipotesi del documentario vennero però in parte confutate dai documenti di anni di indagini e perizie, come dalla sentenza-ordinanza del giudice Priore.
Tra le testimonianze che datano la caduta del MiG al giorno stesso della strage di Ustica, il 27 giugno, si annovera quella dell'ex caporale Filippo Di Benedetto e alcuni suoi ex commilitoni; la tesi è sostenuta dal maresciallo Giulio Linguanti e dal giudice istruttore Rosario Priore, che a sua volta trovò una serie di testimoni che riferirono di aver visto il 27 giugno 1980 due caccia che ne inseguivano un terzo, sparando con il cannoncino, lungo una rotta che da Ustica andava su Lamezia e fino a Castelsilano.

### La tesi della bomba
Il giorno dopo il disastro, alle 14:15, una telefonata al Corriere della Sera annunciò a nome dei Nuclei Armati Rivoluzionari, un gruppo terrorista neofascista, la presenza a bordo dell'aereo di un loro affiliato (chiamato "camerata"), Marco Affatigato (imbarcato sotto falso nome), il quale "doveva compiere una missione a Palermo". Affatigato era in quei mesi al servizio dell'intelligence francese e, nel settembre dello stesso anno, rientrato in Italia, venne recluso nel carcere di Ferrara, tuttavia sconfessò rapidamente la telefonata: per rassicurare la madre chiese alle DIGOS di Palermo e di Lucca di smentire la notizia della sua presenza a bordo dell'aereo precipitato. Tuttavia, l'indomani, il Corriere della sera, titolava a tutta pagina «l'unica ipotesi per ora è l'esplosione», evidenziando insinuante nell'occhiello «I Nar annunciano che a bordo c'era uno di loro (aveva una bomba?)» e prospettando nell'articolo l'idea che l'ordigno, che il giovane neofascista avrebbe portato con sé o imbarcato in un suo bagaglio allo scopo di utilizzarlo altrove, fosse scoppiato per errore.
Circa un mese dopo ci fu la strage di Bologna. In entrambi i casi, Bologna era la città in cui avrebbero colpito i NAR, ma per tutti e due i casi Valerio Fioravanti e Francesca Mambro, ai vertici del gruppo terrorista, smentirono un coinvolgimento dell'organizzazione negli eventi, come la smentì il colonnello Amos Spiazzi dopo aver conosciuto in carcere Marco Affatigato. Vi è quindi chi ipotizza un depistaggio nel depistaggio, ovvero che la strage di Bologna sia servita ad avvalorare la tesi della bomba dei NAR collocata all'interno dell'aereo.
La bomba sarebbe stata collocata durante la sosta nell'aeroporto di Bologna, nella toilette posteriore dell'aereo, tuttavia la perizia sulle suppellettili del gabinetto ritrovate ha confermato che la tavoletta del water e il lavandino erano intatti e secondo gli specialisti britannici del Dra di Halstead nessuno dei pezzi della toilette è stato scheggiato da residui di esplosivo.

#### I dialoghi registrati
Alle 20:58 di quella sera, nella registrazione di un dialogo tra due operatori radar a Marsala, seduti di fronte allo schermo radar, si sentì uno dei due esclamare:
«[...] Sta' a vedere che quello mette la freccia e sorpassa!»
e poco dopo anche:
«Quello ha fatto un salto da canguro!»
Alle 22:04 a Grosseto gli operatori radar non si accorsero che il contatto radio con Ciampino era rimasto aperto e che le loro voci venivano registrate. Nella registrazione si sente:
«[...] Qui, poi... il governo, quando sono americani...»
e quindi:
«Tu, poi... che cascasse...»
e la risposta:
«È esploso in volo!»
Alle 22:05, a Ciampino, gli operatori, parlando del radar di Siracusa, dissero:
«[...] Stavano razzolando degli aerei americani... Io stavo pure ipotizzando una collisione in volo.»
e anche:
«Sì, o... di un'esplosione in volo!»

#### I nastri telefonici e le testimonianze in aula
(27 giugno 1980, ore 22:39 locali. Dalla telefonata tra Ciampino e l'ambasciata USA)
Nel 1991 gli inquirenti entrarono in possesso solo di una piccola parte dei nastri delle comunicazioni telefoniche fatte quella notte e la mattina seguente. La maggior parte di tali nastri è andata perduta, in quanto erano stati riutilizzati sovraincidendo le registrazioni.
Dall'analisi dei dialoghi emerse che la prima ipotesi fatta dagli ufficiali dell'aeronautica militare italiana era stata la collisione e che in tal senso avevano intrapreso azioni di ricerca di informazioni, sia presso vari siti dell'aeronautica sia presso l'ambasciata USA a Roma.
Più volte si parlava di aerei americani che "razzolano", di esercitazioni, di collisione ed esplosione, di come ottenere notizie certe al riguardo.
Tutto il personale che partecipava alle telefonate venne identificato tramite riconoscimenti e incrocio di informazioni. Solo dopo il rinvenimento di quei nastri, si ammise per la prima volta di aver contattato l'ambasciata USA o di aver parlato di "traffico americano"; prima era sempre stato negato. Le spiegazioni fornite dagli interessati durante deposizioni e interrogatori contrastano comunque con il contenuto delle registrazioni o con precedenti deposizioni.
- Udienza del 21 febbraio 2001:

PM ― «Furono fatte delle ipotesi sulla perdita del DC-9 in relazione alle quali era necessario contattare l'ambasciata americana?»
Chiarotti - «Assolutamente no, per quello che mi riguardi [...] La telefonata fu fatta per chiedere se avessero qualche notizia di qualsiasi genere che interessasse il volo dell'Itavia, [...]».
- Udienza del 7 febbraio 2001:

capitano Grasselli ― «Normalmente chiamavamo l'ambasciata americana per conoscere che fine avevano fatto dei loro aerei di cui perdevamo il contatto. Non penso però che quella sera la telefonata all'ambasciata americana fu fatta per sapere se si erano persi un aereo. Ho ritenuto la telefonata un'iniziativa goliardica in quanto tra i compiti del supervisore non c'è quello di chiamare l'ambasciata [...]».
- Deposizione del 31 gennaio 1992 del colonnello Guidi:

― «Ho un ricordo labilissimo anzi inesistente di quella serata. Nessuno in sala operativa parlava di traffico americano, che io ricordi. [...] pensando che l'aeromobile avesse tentato un ammaraggio di fortuna, cercavamo l'aiuto degli americani per ricercare e salvare i superstiti».
Una volta fatta ascoltare in aula la telefonata all'ambasciata, Guidi affermò di non riconoscere la propria voce nella registrazione e ribadì che non ricordava la telefonata.
Nel 1991 affermava: «Quella sera non si fece l'ipotesi della collisione» e ancora «Non mi risulta che qualcuno mi abbia parlato d'intenso traffico militare [...]. Se fossi stato informato di una circostanza come quella dell'intenso traffico militare, avrei dovuto informare nella linea operativa l'ITAV, nella persona del capo del II Reparto, ovvero: Fiorito De Falco».
Nel nastro di una telefonata delle 22:23 Guidi informò espressamente il suo diretto superiore, il colonnello Fiorito De Falco, sia del traffico americano, sia di un'ipotesi di collisione, sia del contatto che si cercava di stabilire con le forze USA.
Nella deposizione dell'ottobre 1991, tuttavia, anche De Falco affermava: «[...] Guidi non mi riferì di un intenso traffico militare».

### Le morti sospette secondo l'inchiesta Priore
(Ordinanza-sentenza Priore, capo 4, pag. 4674)
Per due dei 12 casi di decessi sospetti permangono indizi di relazione al caso Ustica:
- maresciallo Mario Alberto Dettori: trovato impiccato il 31 marzo 1987, in un modo definito dalla polizia scientifica innaturale,[112] presso Grosseto. Mesi prima, preoccupato, aveva rovistato tutta la casa alla ricerca di presunte microspie.[112][113] Vi sono indizi che fosse in servizio la sera del disastro presso il radar di Poggio Ballone (GR) e che avesse in seguito sofferto di «manie di persecuzione» relativamente a tali eventi. Confidò alla moglie: «Sono molto scosso... Qui è successo un casino... Qui vanno tutti in galera!».[114] Dettori confidò con tono concitato alla cognata che «eravamo stati a un passo dalla guerra». Tre giorni dopo telefonò al capitano Mario Ciancarella e disse: «Siamo stati noi a tirarlo giù, capitano, siamo stati noi [...]. Ho paura, capitano, non posso dirle altro al telefono. Qui ci fanno la pelle».[115] Il giudice Priore conclude: «Sui singoli fatti come sulla loro concatenazione non si raggiunge però il grado della prova».
- maresciallo Franco Parisi: trovato impiccato il 21 dicembre 1995, era di turno la mattina del 18 luglio 1980, data del ritrovamento del MiG libico sulla Sila. Proprio riguardo alla vicenda del MiG erano emerse durante il suo primo esame testimoniale palesi contraddizioni; citato a ricomparire in tribunale, muore pochi giorni dopo aver ricevuto la convocazione.

Sui suicidi di Dettori e Parisi, Priore scrive:
"Entrambi marescialli controllori di sala operativa in Centro radar. Entrambi in servizio, il Dettori con alta probabilità il Parisi con certezza, dinnanzi ai PPI, con funzioni delicatissime, rispettivamente la sera e la notte del 27 giugno e il mattino del 18 luglio. Venuti a conoscenza di fatti diversi dalle ricostruzioni ufficiali, rivelano la loro conoscenza in ambiti strettissimi, ma non al punto tale da non essere percepita da ambienti che li stringono od osteggiano anche in maniera pesante. E così ne restano soffocati. E quindi, anche se non si raggiunge la prova di atti omicidiari, resta che gli atti di costoro, se suicidî, furono determinati da stati psichici di profonde prostrazioni connesse con gli eventi."
Gli altri casi presi in esame dall'inchiesta, sono:
- colonnello Pierangelo Tedoldi: incidente stradale il 3 agosto 1980;[117] avrebbe in seguito assunto il comando dell'aeroporto di Grosseto.
- capitano Maurizio Gari: infarto, 9 maggio 1981; capo controllore di sala operativa della difesa Aerea presso il 21º CRAM (Centro radar Aeronautica militare italiana) di Poggio Ballone, era in servizio la sera della strage. Dalle registrazioni telefoniche si evince un particolare interessamento del capitano per la questione del DC-9 e la sua testimonianza sarebbe stata certo «di grande utilità all'inchiesta», visto il ruolo ricoperto dalla sala sotto il suo comando, nella quale, peraltro, era molto probabilmente in servizio il maresciallo Dettori. La morte appare naturale, nonostante la giovane età.
- Giovanni Battista Finetti, sindaco di Grosseto: incidente stradale; 23 gennaio 1983. Era opinione corrente che avesse informazioni su fatti avvenuti la sera dell'incidente del DC-9 all'aeroporto di Grosseto. L'incidente in cui perde la vita, peraltro, appare casuale.
- maresciallo Ugo Zammarelli: incidente stradale; 12 agosto 1988. Era stato in servizio presso il SIOS di Cagliari, tuttavia non si sa se fosse a conoscenza d'informazioni riguardanti la strage di Ustica, o la caduta del MiG libico.
- colonnelli Mario Naldini e Ivo Nutarelli: incidente di Ramstein, 28 agosto 1988.[118] In servizio presso l'aeroporto di Grosseto all'epoca dei fatti, la sera del 27 giugno, come già accennato, erano in volo su uno degli F-104 e lanciarono l'allarme di emergenza generale. La loro testimonianza sarebbe stata utile anche in relazione agli interrogatori del loro allievo Aldo Giannelli,[94] in volo quella sera sull'altro F-104, durante i quali, secondo l'istruttoria, è «apparso sempre terrorizzato»[119]. Sempre secondo l'istruttoria, appare sproporzionato — tuttavia non inverosimile — organizzare un simile incidente, con esito incerto, per eliminare quei due importanti testimoni.[120]
- maresciallo Antonio Muzio: parricidio, 1º febbraio 1991;[121] in servizio alla torre di controllo dell'aeroporto di Lamezia Terme nel 1980, poteva forse essere venuto a conoscenza di notizie riguardanti il MiG libico, ma non ci sono certezze.
- tenente colonnello Sandro Marcucci: incidente aereo; 2 febbraio 1992. Marcucci era un ex pilota dell'Aeronautica Militare coinvolto come testimone nell'inchiesta per la strage di Ustica. L'incidente fu archiviato motivando l'errore del pilota. Tuttavia, nel 2013 il pm di Massa-Carrara, Vito Bertoni, riaprì l'inchiesta contro ignoti per l'accusa di omicidio. L'associazione antimafia "Rita Atria" denunciò che l'incidente non fu causato da una condotta di volo azzardata, come sostennero i tecnici della commissione di inchiesta, ma probabilmente da una bomba al fosforo piazzata nel cruscotto dell'aereo.[122]
- maresciallo Antonio Pagliara: incidente stradale; 2 febbraio 1992. In servizio come controllore della difesa Aerea presso il 32º CRAM di Otranto, dove avrebbe potuto avere informazioni sull'abbattimento del MiG. Le indagini propendono per la casualità dell'incidente.
- generale Roberto Boemio: omicidio; 12 gennaio 1993 a Bruxelles.[123] Da sue precedenti dichiarazioni durante l'inchiesta, appare chiaro che «la sua testimonianza sarebbe stata di grande utilità», sia per determinare gli eventi inerenti al DC-9, sia per quelli del MiG libico. La magistratura belga non ha risolto il caso.
- maggiore medico Gian Paolo Totaro: trovato impiccato alla porta del bagno, il 2 novembre 1994. Gian Paolo Totaro era in contatto con molti militari collegati agli eventi di Ustica, tra i quali Nutarelli e Naldini.[124]

### Il rinvio a giudizio
Alla luce di queste anomalie inspiegate e delle risposte, da parte del personale dei due siti radar di Marsala e Licola, ritenute insoddisfacenti, il 28 giugno 1989 il giudice Bucarelli accolse la richiesta del procuratore Santacroce e rinviò a giudizio per falsa testimonianza aggravata e concorso in favoreggiamento personale aggravato, ventitré tra ufficiali e avieri in servizio il giorno del disastro.
L'ipotesi accusatoria fu che i militari, con una vasta operazione di occultamento delle prove e di depistaggio, avrebbero tentato di nascondere una battaglia tra aerei militari, nel corso della quale il DC-9 sarebbe precipitato.

#### Telefonata anonima aTelefono Giallo
Nel 1988, l'anno prima, durante la trasmissione Telefono giallo di Corrado Augias, con una telefonata anonima qualcuno aveva dichiarato di essere stato «un aviere in servizio a Marsala la sera dell'evento della sciagura del DC-9». L'anonimo aveva riferito che i presenti come lui, avrebbero esaminato le tracce, i dieci minuti di trasmissione di cui parlavano nella puntata, dichiarando: «noi li abbiamo visti perfettamente. Soltanto che il giorno dopo, il maresciallo responsabile del servizio ci disse praticamente di farci gli affari nostri e di non avere più seguito in quella vicenda. [...] la verità è questa: ci fu ordinato di starci zitti».

#### Scontro aereo tra caccia
In un articolo dal titolo Battaglia aerea poi la tragedia, pubblicato dal quotidiano L'Ora il 12 febbraio 1992, il giornalista Nino Tilotta affermò che l'autore della telefonata sarebbe stato in effetti in servizio allo SHAPE di Mons, in Belgio, e che avrebbe detto in trasmissione di essere a Marsala per non farsi riconoscere. Avrebbe rivelato la sua identità rilasciando l'intervista anni dopo essere andato in pensione in quanto, come aveva affermato, non si sentiva più vincolato dall'obbligo di mantenere il segreto militare. L'articolo parlava di uno scontro aereo avvenuto tra due caccia F-14 Tomcat della US Navy e un MiG-23 libico.
Secondo questa versione, il SISMI all'epoca comandato dal generale Giuseppe Santovito avrebbe avvertito gli aviatori libici di un progetto di attaccare sul mar Tirreno l'aereo nel quale Gheddafi andava in Unione Sovietica. Sembra che i progettisti di questa azione di guerra siano da ricercare tra quelli indicati dall'ammiraglio Martini, e cioè tra francesi e americani. In seguito alla spiata del SISMI, l'aereo che trasportava Gheddafi, arrivato su Malta, tornò indietro, mentre altri aerei libici proseguivano la rotta.

#### Testimonianze americane
Ventiquattr'ore dopo il disastro del DC-9, l'addetto militare aeronautico americano Joe Bianckino, dell'ambasciata americana a Roma, organizzò una squadra di esperti, formata da William McBride, Dick Coe, William McDonald, dal direttore della CIA a Roma, Duane Clarridge, dal colonnello Zeno Tascio, responsabile del SIOS (servizio segreto aeronautica militare italiana) insieme a due ufficiali italiani. Il giorno successivo alla strage Joe Bianckino era già in possesso dei tabulati radar e i suoi esperti li avevano sottoposti ad analisi. John Tresue, esperto missilistico del Pentagono, affermò, durante il suo interrogatorio come testimone, che gli furono consegnate dopo la sciagura, diverse cartelle con i tabulati dei radar militari; John Tresue informò il Pentagono, che ad abbattere il DC-9 era stato un missile.
Il 25 novembre 1980, John Macidull, un esperto americano del National Transportation Safety Board, analizzò il tracciato radar dell'aeroporto di Fiumicino e si convinse che, al momento del disastro, accanto al DC-9 volava un altro aereo. Macidull disse che il DC-9 era stato colpito da un missile lanciato dal velivolo che era stato rilevato nelle vicinanze, velivolo non identificato in quanto aveva volontariamente spento il dispositivo di riconoscimento (transponder). Tale aereo, secondo Macidull, attraversava la zona dell'incidente da ovest verso est ad alta velocità, tra 300 e 550 nodi, nello stesso momento in cui si verificava l'incidente al DC-9, ma senza entrare in collisione.
Il 19 dicembre 2017, Brian Sandlin, all'epoca marinaio statunitense sulla Saratoga, destinata dagli Usa al pattugliamento del Mediterraneo, intervistato nel programma televisivo Atlantide di La7 racconta che la sera del 27 giugno 1980 assistette al rientro di due aerei disarmati "che sarebbero serviti ad abbattere due MiG libici in volo lungo la traiettoria del DC-9" nel corso di un'operazione NATO affiancati da una portaerei britannica e una francese.

#### Testimonianze libiche
Nel 1989 l'agenzia di stampa libica Jana preannunciò la costituzione di un comitato supremo d'inchiesta sulla strage di Ustica: «Tale decisione è stata presa dopo che si è intuito che si è trattato di un brutale crimine commesso dagli USA, che hanno lanciato un missile contro l'aereo civile italiano, scambiato per un aereo libico a bordo del quale viaggiava il leader della rivoluzione».

### La firma falsa del Presidente della Repubblica
Mario Ciancarella, ex capitano che indagava sull'incidente aereo, venne espulso dall'Aeronautica con decreto del Quirinale nel 1983; il decreto, tuttavia, non era stato firmato veramente dal Presidente della Repubblica Sandro Pertini, ma da un soggetto esterno che ha falsificato la sua firma. In seguito a questa scoperta, è stato richiesto il reintegro del capitano Ciancarella dal ministro della difesa Roberta Pinotti.

## Il processo
Il processo sulle cause e sugli autori della strage in realtà non si è mai tenuto in quanto l'istruttoria relativa definì "ignoti gli autori della strage" e concluse con un non luogo a procedere nel 1999. (ref. "L'istruttoria Priore")
Il reato di strage non cade comunque in prescrizione per cui, se dovessero emergere nuovi elementi relativi, un eventuale processo potrebbe essere ancora condotto.
Il processo complementare sui fatti di Ustica, per la parte riguardante i reati di depistaggio, imputati a carico di alti ufficiali dell'Aeronautica militare italiana, è stato invece definitivamente concluso in cassazione nel gennaio del 2007, con una sentenza assolutoria che ha negato si siano verificati depistaggi.

### L'istruttoria Priore
Le indagini si conclusero il 31 agosto 1999, con l'ordinanza di rinvio a giudizio-sentenza istruttoria di proscioglimento, rispettivamente, nei procedimenti penali nº 527/84 e nº 266/90, un documento di dimensioni notevoli che, dopo anni di indagini, la quasi totale ricostruzione del relitto, notevole impiego di fondi, uomini e mezzi, escluse le ipotesi di una bomba a bordo e di un cedimento strutturale, circoscrivendo di conseguenza le cause della sciagura a un evento esterno al DC-9. Non si giunse però a determinare un quadro certo e univoco di tale evento esterno. Mancano tuttora, del resto, elementi per individuare i responsabili.
«L'inchiesta», si legge nel documento, «è stata ostacolata da reticenze e false testimonianze, sia nell'ambito dell'aeronautica militare italiana sia della NATO, le quali hanno avuto l'effetto di inquinare o nascondere informazioni su quanto accaduto».
L'ordinanza-sentenza concludeva:

### Il processo in corte d'assise sui presunti depistaggi
Il 28 settembre 2000, nell'aula-bunker di Rebibbia appositamente attrezzata, incominciò il processo sui presunti depistaggi, davanti alla terza sezione della corte d'assise di Roma.
Dopo 272 udienze e dopo aver ascoltato migliaia tra testimoni, consulenti e periti, il 30 aprile 2004, la corte assolse dall'imputazione di alto tradimento — per aver gli imputati turbato (e non impedito) le funzioni di governo — i generali Corrado Melillo e Zeno Tascio "per non aver commesso il fatto". I generali Lamberto Bartolucci e Franco Ferri furono invece ritenuti colpevoli ma, essendo ormai passati più di 15 anni, il reato era già caduto in prescrizione.
Anche per molte imputazioni relative ad altri militari dell'Aeronautica militare italiana (falsa testimonianza, favoreggiamento, e così via) fu accertata l'intervenuta prescrizione. Il reato di abuso d'ufficio, invece, non sussisteva più per successive modifiche alla legge.
La sentenza non risultò soddisfacente né per gli imputati Bartolucci e Ferri, né per la procura della Repubblica, né infine per le parti civili. Tutti, infatti, presentarono ricorso in appello.

### Il processo in corte d'assise d'appello, sui depistaggi
Anche il processo davanti alla corte d'assise d'appello di Roma, aperto il 3 novembre 2005, si è chiuso il successivo 15 dicembre con l'assoluzione dei generali Bartolucci e Ferri dalla imputazione loro ascritta perché il fatto non sussiste.
La Corte rilevava infatti che non vi erano prove a sostegno dell'accusa di alto tradimento.
Le analisi condotte nella perizia radaristica Dalle Mese, sono state eseguite con «sistemi del tutto nuovi e sconosciuti nel periodo giugno–dicembre 1980» e pertanto non possono essere prese in considerazione per giudicare di quali informazioni disponessero, all'epoca dei fatti, gli imputati. In ogni caso la presenza di altri aerei deducibile dai tracciati radar non raggiunge in alcuna analisi il valore di certezza e quindi di prova. Non vi è poi prova che gli imputati abbiano ricevuto notizia della presenza di aerei sconosciuti o USA collegabili alla caduta del DC-9.

### Il ricorso in cassazione (procedimento penale)
La procura generale di Roma propose ricorso per cassazione chiedendo l'annullamento della sentenza della corte d'appello del 15 dicembre 2005, e come effetto dichiarare che «il fatto contestato non è più previsto dalla legge come reato» anziché «perché il fatto non sussiste». La legge inerente all'alto tradimento venne infatti modificata con decreto riguardante i reati d'opinione l'anno successivo.
Il 10 gennaio 2007 la prima sezione penale della cassazione ha assolto con formula piena i generali Lamberto Bartolucci e Franco Ferri dichiarando inammissibile il ricorso della procura generale e rigettando anche il ricorso presentato dal governo italiano.

### Le dichiarazioni di Cossiga: ipotesi francese e nuova inchiesta
A ventotto anni dalla strage, la procura di Roma ha deciso di riaprire una nuova inchiesta a seguito delle dichiarazioni rilasciate nel febbraio 2007 da Francesco Cossiga. L'ex Presidente della Repubblica, Presidente del Consiglio all'epoca della strage, ha dichiarato che ad abbattere il DC-9 sarebbe stato un missile «a risonanza e non a impatto», lanciato da un velivolo dell'Aéronavale decollato dalla portaerei Clemenceau, e che furono i servizi segreti italiani a informare lui e l'allora sottosegretario alla Presidenza Giuliano Amato dell'accaduto.
In relazione a ciò, il giudice Priore dichiarò in un'intervista all'emittente francese France 2 che l'ipotesi più accreditata era che ci fosse un elemento militare francese.

### Perizie d'ufficio e consulenze tecniche di parte
Volendo fare una breve sintesi dell'enorme numero di perizie d'ufficio e consulenze di parte, oltre un centinaio al termine del 31 dicembre 1997, possiamo ricordare:
1. perizie tecnico-scientifiche: necroscopiche, medico-legali, chimiche, foniche, acustiche, di trascrizione, grafiche, metallografico-frattografiche, esplosivistiche, che non sono mai state contestate da alcuna parte. Sono state essenzialmente 4:
  - Stassi, Albano, Magazzù, La Franca, Cantoro, riguardanti le autopsie dei cadaveri ritrovati, durata anni, non s'è mai pienamente conclusa
  - Blasi, riguardante il missile militare che ha colpito l'aereo civile, durata molti anni, è sfociata in spaccature profondissime e mai risolte
  - Misiti, riguardante l'ipotesi bomba, durata più anni, è stata rigettata dal magistrato perché affetta da tali e tanti vizi di carattere logico, da molteplici contraddizioni e distorsioni del materiale probatorio da renderlo inutilizzabile ai fini della ricostruzione della verità. Di questo collegio peritale faceva parte anche Frank Taylor, un ingegnere aeronautico britannico coinvolto nell'inchiesta sul volo Pan Am 103 e assertore della teoria di una bomba a bordo del DC-9. Lo stesso Taylor ha in seguito sostenuto una teoria marginale sulla presenza di una bomba come causa dell'incidente del Tupolev Tu-154 dell'Aeronautica militare polacca del 2010[145], che uccise l'allora presidente polacco Kaczynski e diversi esponenti delle istituzioni polacche. Tuttavia, le investigazioni ufficiali russe e polacche non hanno mai trovato prove a supporto di questa teoria.
  - Casarosa, Dalle Mese, Held, concernente la caduta del MiG-23
2. perizie d'ordine generale ovvero quelle con quesiti sulla ricostruzione dei fatti e sulle loro cause, che sono state sottoposte a critiche, contestazioni e accuse:
  - radaristiche che hanno determinato documenti di parte critici e contrastati, in particolare l'interpretazione dei dati radar ovvero l'assenza o la presenza di altri velivoli all'intorno temporale e spaziale del disastro
  - esplosivistica, dalle cui sperimentazioni sono state tratte deduzioni di parte a volte non coincidenti

### Le dichiarazioni di Giorgio Napolitano
L'8 maggio 2010, il Presidente della Repubblica Giorgio Napolitano, in occasione del Giorno della memoria dedicato alle vittime del terrorismo, ha chiesto la verità sulla strage di Ustica. Poco prima Fortuna Piricò, vedova di una delle vittime della strage, aveva chiesto di «completare la verità giudiziaria che ha parlato di una guerra non dichiarata, di completarla definendo le responsabilità». Una richiesta che Napolitano ha appoggiato: «Comprendo il tenace invocare di ogni sforzo possibile per giungere a una veritiera ricostruzione di quel che avvenne quella notte». Intorno a quella strage, Napolitano ha visto «anche forse intrighi internazionali, [...] opacità di comportamenti da parte di corpi dello Stato».
Poco tempo dopo, il 26 giugno 2010, in occasione del trentennale del disastro, il Presidente ha inviato un messaggio di cordoglio ai parenti delle vittime: «Il dolore ancora vivo per le vittime si unisce all'amara constatazione che le indagini svolte e i processi sin qui celebrati non hanno consentito di fare luce sulla dinamica del drammatico evento e di individuarne i responsabili... Occorre il contributo di tutte le istituzioni a un ulteriore sforzo per pervenire a una ricostruzione esauriente e veritiera di quanto accaduto, che rimuova le ambiguità e dipani le ombre e i dubbi accumulati in questi anni».
Anche in occasione del trentunesimo anniversario della strage, il 27 giugno 2011, il presidente Napolitano ha lanciato un appello perché si compia ogni sforzo, anche internazionale, per dare risposte risolutive.

### Il memorandum e le intercettazioni di Massimo Carminati
Il 2 settembre 2014 sono stati rivelati gli appunti segreti, le informative e i carteggi segreti del Ministero degli affari esteri, contenuti nel memorandum che ha per oggetto la strage di Ustica in relazione alle questioni informative aperte con gli Stati Uniti.
Sempre nel 2014, stando ad alcune intercettazioni emerse durante le indagini sulla cosiddetta Mafia Capitale, uno dei boss della cupola mafiosa, Massimo Carminati, anch'esso già membro dei NAR, conversando con un suo collaboratore, avrebbe affermato che «la responsabilità di Ustica era degli Stati Uniti».

## Le condanne
Il 10 settembre 2011, dopo tre anni di dibattimento, una sentenza emessa dal giudice civile Paola Proto Pisani ha condannato i Ministeri della difesa e dei trasporti al pagamento di oltre 100 milioni di euro in favore di 42 familiari delle vittime della strage di Ustica. Alla luce delle informazioni raccolte durante il processo, i due Ministeri sono stati condannati per non aver agito correttamente al fine di prevenire il disastro, non garantendo che il cielo di Ustica fosse controllato a sufficienza dai radar italiani, militari e civili (alché non fu garantita la sicurezza del volo e dei suoi occupanti), e per aver successivamente ostacolato l'accertamento dei fatti.
Le conclusioni del giudice di Palermo escludono che una bomba fosse esplosa a bordo del DC-9, affermando bensì che l'aereo civile fosse stato abbattuto durante una vera e propria azione di guerra, dipanatasi senza che nessuno degli enti controllori preposti intervenisse. La sentenza individuò inoltre responsabilità e complicità di soggetti dell'Aeronautica militare italiana nel perpetrare atti illegali finalizzati a impedire l'accertamento della corretta dinamica dei fatti che condussero alla strage.
Il 28 gennaio 2013 la corte di cassazione, nel respingere i ricorsi dell'avvocatura dello Stato ha confermato la precedente condanna, condividendo che il DC-9 Itavia fosse caduto non per un'esplosione interna, bensì a causa di un missile o di una collisione con un aereo militare, essendosi trovato nel mezzo di una vera e propria azione di guerra. I competenti Ministeri furono dunque condannati a risarcire i familiari delle 81 vittime per non aver garantito, con sufficienti controlli dei radar civili e militari, la sicurezza dei cieli. La sentenza fu accolta favorevolmente dall'associazione dei familiari delle vittime.
Il 28 giugno 2017 un ulteriore ricorso dell'avvocatura dello Stato è stato rigettato dalla corte d'appello di Palermo, che ha nuovamente additato a causa dell'incidente un atto ostile perpetrato da un aereo militare straniero.
Dal punto di vista penale, i procedimenti per alto tradimento a carico di quattro esponenti dei vertici militari italiani — riguardanti la falsità o l'omissione di comunicazioni a organi di governo e all'autorità giudiziaria italiana e non l'accertamento delle responsabilità e della causa dell'incidente — si sono conclusi con l'assoluzione dei principali imputati "perché il fatto non sussiste" o per intervenuta prescrizione. Altri procedimenti, a carico di circa 80 militari del personale dell'Aeronautica, si sono conclusi con condanne per vari reati, tra i quali falso e distruzione di documenti.

## I risarcimenti
Risarcimento danni all'Itavia e ai suoi dipendenti
Aldo Davanzali, anche se formalmente non per motivi direttamente correlati alla sciagura, perse la compagnia aerea Itavia, che cessò di volare e fu posta in amministrazione controllata nel 1980, con i conti in rosso, previa revoca della licenza di operatore aereo: un migliaio di dipendenti restò senza lavoro. Probabilmente, anche l'errata conclusione peritale in merito ai motivi del disastro influì sulla decisione di chiudere la società. Lo stesso Davanzali chiese allo Stato un risarcimento di 1 700 miliardi di lire per i danni morali e patrimoniali subìti a seguito della strage di Ustica, nell'aprile 2001. All'Itavia saranno infine corrisposti 108 milioni di euro, a risarcimento delle deficienze dello Stato nel garantire la sicurezza dell'aerovia su cui volava il DC-9.
Il 22 aprile 2020 la corte d'appello di Roma ha condannato il Ministero della difesa e il Ministero dei trasporti a risarcire alla società di trasporto aereo Itavia 320 milioni di euro, per non aver garantito la sicurezza dei cieli.
Mentre l'unico processo penale per la strage di Ustica, dei generali dell'Aeronautica (Lamberto Bartolucci, Franco Ferri, Zeno Tascio e Corrado Melillo), accusati di depistaggio, si è concluso con l'assoluzione definitiva, i procedimenti civili sono giunti alla conclusione che un missile ha centrato l'aereo passeggeri, causandone l'esplosione. Ciò metterebbe sotto accusa l'aeronautica di essere stata incapace di difendere il cielo italiano da attacchi stranieri.
Risarcimento recupero carcassa del DC-9
La Corte dei conti richiese un risarcimento di 27 miliardi di lire a militari e personaggi coinvolti, come compenso per il recupero della carcassa del DC-9.
Risarcimento vittime
La corte di cassazione, il 28 gennaio 2013, ha riconosciuto un risarcimento di 1,2 milioni di euro ai familiari di quattro vittime della strage di Ustica.

Il giudice di Palermo, il 9 ottobre 2014, ha condannato il Ministero della difesa e il Ministero dei trasporti, a rimborsare le spese di giudizio e a risarcire con 5 637 199 euro, 14 familiari o eredi, di Annino Molteni, Erica Dora Mazzel, Rita Giovanna Mazzel, Maria Vincenza Calderone, Alessandra Parisi e Elvira De Lisi morti nella tragedia aerea di Ustica.
Il 10 luglio 2017 la prima sezione civile della corte d'appello di Palermo ha condannato il Ministero della difesa e il Ministero dei trasporti a risarcire 45 familiari di alcune delle 81 vittime della strage di Ustica per complessivi 55 milioni di euro. La sentenza s'inscrive nella ricostruzione della dinamica dei fatti inerente all'atto ostile perpetrato da un velivolo terzo: secondo i giudici, i dicasteri non avrebbero attuato le "opportune reazioni" atte a consentire l'intercettazione del velivolo ostile e la garanzia della sicurezza delle rotte civili sopra il mar Tirreno. La corte indica inoltre nuovamente la sussistenza di un depistaggio delle indagini.
Per altri quattro processi civili, avviati in parallelo con quelli di cui sopra e patrocinati dagli avvocati Alfredo Galasso e Daniele Osnato, la corte d'appello di Palermo ha confermato sia il depistaggio attuato dai dipendenti dei Ministeri difesa e trasporti le cui posizioni invece erano state archiviate in sede penale per prescrizione di reato. La corte d'appello ha anche accertato la responsabilità dello Stato italiano per non avere garantito la sicurezza del volo civile, condannandolo per concorso colposo nel disastro aviatorio. I Ministeri non hanno impugnato in cassazione, prestando acquiescenza. I Ministeri, però, non pagheranno buona parte dei risarcimenti, ritenendo di potere compensarli con le indennità mensili che nel frattempo erano stati riconosciuti ai parenti delle vittime essendo stati equiparati alle vittime di atti terroristici. La compensazione ha riguardato i ratei mensili spettanti sino al compimento del 75º anno di età, con il risultato che i figli delle vittime della strage, essendo ancora adesso giovani, non hanno percepito alcuna somma e non percepiranno alcun risarcimento. Qualora dovessero morire prima del 75º anno di età, il risarcimento non pagato potrà essere richiesto dai loro eventuali eredi.

## L'intervento dellaCommissione Stragi
Nel 1989 la Commissione stragi, istituita l'anno precedente e presieduta dal senatore Libero Gualtieri, deliberò di inserire tra le proprie competenze anche le indagini relative all'incidente di Ustica, che da quel momento divenne pertanto, a tutti gli effetti, la strage di Ustica.
L'attività istruttoria della Commissione determinò la contestazione di reati a numerosi militari in servizio presso i centri radar di Marsala e Licola.
Per undici anni i lavori si susseguirono, interessando i vari governi del tempo e le autorità militari. Come riportato esplicitamente nelle considerazioni preliminari dell'inchiesta del giudice Priore, sin dalle prime fasi gli inquirenti mossero accuse di scarsa collaborazione e trasparenza da parte di, come definito: «soggetti che a vario titolo hanno tentato di inquinare il processo, e sono riusciti nell'intento per anni». Venne coniato il termine muro di gomma, divenuto poi il termine utilizzato per descrivere il comportamento delle istituzioni nei confronti delle ricostruzioni che attribuivano la causa del disastro aereo di Ustica a un'azione militare. Dopo cinque mesi, infatti, venne presentata una secca ed essenziale ricostruzione da parte dei due esperti Rana e Macidull, che affermavano con certezza che si era di fronte a un abbattimento causato da un missile. La ricostruzione non venne presa in seria considerazione dal governo presieduto dall'onorevole Francesco Cossiga, che assunse un orientamento diverso e non fu disposto a modificarlo. Il presidente della società Itavia, Aldo Davanzali, per aver condiviso la tesi del missile, fu indiziato del reato di diffusione di notizie atte a turbare l'ordine pubblico, su iniziativa del giudice romano Santacroce a cui era affidata l'inchiesta sul disastro.
L'ex ministro Rino Formica, ascoltato dalla Commissione, dichiarò di ritenere verosimile l'ipotesi di un missile, già da lui sostenuta in un'intervista all'Espresso del 1988: a suo dire, a convincerlo tempestivamente che il DC-9 era stato abbattuto da un missile era stato il generale Saverio Rana, presidente del Registro Aeronautico, il quale all'indomani della sciagura, dopo un primo esame dei dati radar, avrebbe detto al ministro dei trasporti che l'aereo dell'Itavia era stato attaccato da un caccia e abbattuto con un missile. Per Formica, il generale Rana — nel frattempo morto per tumore — era «un compagno, un amico» nel quale aveva piena fiducia. In seguito all'intervista all'Espresso, interrogato dalla commissione parlamentare sulle stragi, Formica disse di aver parlato dopo l'incidente solo col ministro della difesa Lelio Lagorio delle informazioni avute da Rana, anche se non era andato oltre, trattandosi non di certezze ma di opinioni e intuizioni; ma Lagorio, il 6 luglio 1989, davanti alla stessa commissione, nel confermare che Formica gli parlò del missile, commentò: «Mi parve una di quelle improvvise folgorazioni immaginifiche e fantastiche per cui il mio caro amico Formica è famoso».

## Le ipotesi principali
Le principali ipotesi sulle quali gli inquirenti — sia in sede giudiziaria sia in sede amministrativa — hanno indagato sono che il volo:
- sarebbe stato abbattuto da un missile aria-aria lanciato da un aereo militare
- sarebbe entrato in collisione (o in semicollisione) con un aereo militare
- sarebbe precipitato a causa di un cedimento strutturale
- sarebbe precipitato in seguito all'esplosione di una bomba a bordo[170]

A partire dalla succitata prima ipotesi, negli anni si è affermata la tesi che in zona vi fosse un'intensa attività aerea internazionale: sebbene dagli enti militari, nazionali e alleati, sino ai primi anni novanta non fosse mai giunta alcuna conferma di tali attività (che pure è stato ipotizzato possano essere state occultate), né sul relitto sia mai stato trovato alcun frammento di missile, ma soltanto tracce di esplosivo, si sarebbe determinato uno scenario di guerra aerea, nel quale il DC-9 Itavia si sarebbe trovato per puro caso mentre era in volo livellato sulla rotta Bologna-Palermo.
Testimonianze emerse nel 2013 confermerebbero la presenza di aerei da guerra e navi portaerei. L'occultamento e la distruzione di alcuni registri (Marsala, Licola e Grosseto) e di alcuni nastri radar (Marsala e Grosseto) che registrarono il tracciato del volo DC-9 IH870, a fronte delle prove prodotte da altri analoghi registri e nastri non occultabili e non distrutti (Ciampino, satellite russo), vengono portati a sostegno di tale ipotesi.
Da testimonianze risulta che se il disastro avesse avuto cause chiare (difetto strutturale o bomba) non sarebbe stato necessario occultare e distruggere prove di primaria importanza sul volo, come è stato stabilito dalle conclusioni della sentenza nel procedimento penale nº 527/84 A G. I. I dati di volo distrutti e recuperati da altre fonti nazionali e internazionali e l'allarme generale della difesa aerea lanciato da due piloti dell'aeronautica militare italiana potrebbero confermare la tesi accusatoria, secondo la quale l'aereo DC-9 Itavia del volo IH870, attorno al quale volavano almeno tre aerei dei quali uno a velocità supersonica, sia stato abbattuto da un aereo che volava a velocità supersonica.
La tesi era emersa già nel novembre 1980 dal rapporto tecnico del National Transportation Safety Board, ente federale americano per la sicurezza dei trasporti. L'NTSB è particolarmente autorevole a livello mondiale per l'analisi degli incidenti aerei anche in considerazione del suo coinvolgimento, in base alle procedure previste dall'International Civil Aviation Organization (ICAO) per le investigazioni sugli incidenti aerei, in tutti i casi che coinvolgano su scala mondiale velivoli di produzione americana. Il rapporto NTSB, redatto con il contributo principale dell'analista John Macidull, fu trasmesso alla Commissione Ministeriale d'inchiesta tecnica formale nominata dal ministro dei trasporti Rino Formica e presieduta da Carlo Luzzatti, direttore dell'aeroporto di Alghero, che sulla base delle informazioni ricevute fu in grado di elaborare una pre-relazione già nel dicembre 1980 e di ultimare poi i lavori con la relazione conclusiva del 16 marzo 1982.

Si leggeva infatti alle pagine 41–42 della relazione della Commissione "Luzzatti" che: 
l'NTSB, analizzando le informazioni radar disponibili, è giunto alle seguenti conclusioni:
1. un oggetto volante non identificato ha attraversato la zona dell'incidente da ovest verso est ad alta velocità e circa allo stesso momento dell'incidente
2. l'a/m I-TIGI non è, comunque, entrato in collisione con tale oggetto

Si fa notare che l'NTSB basa la traccia dell'oggetto sconosciuto sulla correlazione di soli 3 plots, situati a ovest della rotta dell'I-TIGI.
Inoltre, l'ente americano considera significativa l'esistenza della traccia veloce relativa alla 1ª ipotesi della relazione Selenia.
A tal proposito, la stessa Selenia aveva accennato alla possibilità di correlare i due plots a ovest della rotta dell'I-TIGI con la traccia in questione.
La Magistratura italiana ha condotto un'attività di indagine durata decenni, con cospicue cartelle di atti: al processo di primo grado si giunse con due milioni di pagine di istruttoria, 4 000 testimoni, 115 perizie, un'ottantina di rogatorie internazionali e 300 miliardi di lire di sole spese processuali e quasi trecento udienze.
Le indagini giudiziarie vennero avviate immediatamente dal sostituto procuratore della procura della Repubblica di Palermo dott. Aldo Guarino. Aprirono poi un procedimento anche le procure di Roma e Bologna, ma l'inchiesta fu trasferita presso la procura di Roma in considerazione del fatto che l'aeroplano I-TIGI avesse la propria base di abituale ricovero presso l'aeroporto di Roma-Ciampino e che si considerasse in quel momento come tesi prevalente che l'aereo fosse precipitato per un cedimento strutturale dovuto alla cattiva manutenzione, quindi con possibile responsabilità del vettore. Il 10 dicembre 1980 la Itavia interruppe l'attività, mentre ai dipendenti non veniva più corrisposto lo stipendio e il Ministero dei trasporti, dopo due giorni, su rinuncia della compagnia, revocò le concessioni per l'esercizio dell'attività di trasporto passeggeri di linea.
Dal 1982 l'indagine divenne di esclusiva competenza della Magistratura, nella persona del giudice istruttore di Roma Vittorio Bucarelli. La ricerca delle cause dell'incidente, nei primi anni e senza disporre del relitto, non permise di raggiungere dati sufficientemente attendibili.

### Altre ipotesi
Nel 1994, nel libro di Claudio Gatti "Il quinto scenario" pubblicato da Rizzoli, l'autore espose la pista israeliana, con il DC-9 che era divenuto bersaglio di un missile lanciato da un caccia israeliano, con l'intenzione di colpire l'aereo di linea con a bordo gli 81 passeggeri poiché scambiato per errore  con un aereo  francese con un  carico di plutonio sulla rotta Marsiglia-Baghdad, a causa di una  errata raccolta delle informazioni relative al volo da parte dei servizi israeliani.
Altre ipotesi, tuttavia meno accreditate e, alla prova dei fatti, rivelatesi inconsistenti, parlano di cedimento strutturale o di attentato terroristico (un ordigno esplosivo di cui è stata ipotizzata la collocazione a bordo in varie posizioni, per ultimo nella toilette del velivolo). Quest'ultima ipotesi appare in forte contrasto sia con la scoperta di varie parti integre della fusoliera, quali vani carrelli e bagagliaio e perfino il sedile del WC della toilette, risultato intatto, che suggerivano che non vi fosse stata alcuna esplosione interna, sia con la accertata presenza di sostanze esplosive come il T4 e il TNT compresenti su alcuni rottami e suppellettili recuperate e perciò indicativa — per la delicatezza della lavorazione congiunta delle due sostanze — di un ordigno esplosivo di fabbricazione industriale e non artigianale.

## Elenco delle vittime
I membri dell'equipaggio sono indicati con un asterisco.
- Andres Cinzia (24)
- Andres Luigi (32)
- Baiamonte Francesco (55)
- Bonanti Paola (16)
- Bonfietti Alberto (37)
- Bosco Alberto (41)
- Calderone Maria Vincenza (58)
- Cammarata Giuseppe (19)
- Campanini Arnaldo (45)
- Candia Antonio (32)
- Cappellini Antonella (57)
- Cerami Giovanni (34)
- Croce Maria Grazia (40)
- D'Alfonso Francesca (7)
- D'Alfonso Salvatore (39)
- D'Alfonso Sebastiano (4)
- Davì Michele (45)
- De Cicco Giuseppe Calogero (28)
- De Dominicis Rosa (Allieva assistente di volo Itavia) (21)*
- De Lisi Elvira (37)
- Di Natale Francesco (2)
- Diodato Antonella (7)
- Diodato Giuseppe (1)
- Diodato Vincenzo (10)
- Filippi Giacomo (47)
- Fontana Enzo (Copilota Itavia) (32)*
- Fontana Vito (25)
- Fullone Carmela (17)
- Fullone Rosario (49)
- Gallo Vito (25)
- Gatti Domenico (Comandante pilota Itavia) (44)*
- Gherardi Guelfo (59)
- Greco Antonino (23)
- Gruber Berta (55)
- Guarano Andrea (37)
- Guardì Vincenzo (26)
- Guerino Giacomo (19)
- Guerra Graziella (27)
- Guzzo Rita (30)
- Lachina Giuseppe (58)
- La Rocca Gaetano (39)
- Licata Paolo (71)
- Liotta Maria Rosaria (24)
- Lupo Francesca (17)
- Lupo Giovanna (32)
- Manitta Giuseppe (54)
- Marchese Claudio (23)
- Marfisi Daniela (10)
- Marfisi Tiziana (5)
- Mazzel Rita Giovanna (37)
- Mazzel Erta Dora Erica (48)
- Mignani Maria Assunta (30)
- Molteni Annino (59)
- Morici Paolo (Assistente di volo Itavia) (39)*
- Norrito Guglielmo (37)
- Ongari Lorenzo (23)
- Papi Paola (39)
- Parisi Alessandra (5)
- Parrinello Carlo (43)
- Parrinello Francesca (49)
- Pellicciani Anna Paola (44)
- Pinocchio Antonella (23)
- Pinocchio Giovanni (13)
- Prestileo Gaetano (36)
- Reina Andrea (34)
- Reina Giulia (51)
- Ronchini Costanzo (34)
- Siracusa Marianna (61)
- Speciale Maria Elena (55)
- Superchi Giuliana (11)
- Torres Pierantonio (32)
- Tripiciano Giulia Maria Concetta (44)
- Ugolini Pierpaolo (33)
- Valentini Daniela (29)
- Valenza Giuseppe (33)
- Venturi Massimo (31)
- Volanti Marco (26)
- Volpe Maria (48)
- Zanetti Alessandro (8)
- Zanetti Emanuele (39)
- Zanetti Nicola (6)

## Commemorazioni
Il 27 giugno 2007, ventisettesimo anniversario della strage, fu aperto a Bologna il museo per la memoria di Ustica, sito in via di Saliceto 3/22, presso gli ex magazzini dell'ATC, ove è tuttora conservato l'aereo così come fu ricostruito durante le indagini.
L'artista francese Christian Boltanski ha creato intorno alla carcassa un'installazione composta da 81 lampadine flebilmente pulsanti sospese sui resti dell'aereo (a metafora del battito dei cuori delle vittime) e da 81 specchi neri, posti accanto alla passerella ove transitano i visitatori, inclinati verso l'aereo, i quali, oltre a ricordare gli oblò del DC-9, riflettono il viso degli spettatori oscurandolo, ricordando la notte della tragedia.
Dietro ciascuno specchio è posizionato un altoparlante che diffonde la registrazione sonora di una frase che esprime un semplice pensiero/preoccupazione, volendo rappresentare ciascuno dei passeggeri del velivolo; le voci che recitano le frasi sono state attentamente scelte in base all'età, provenienza e alle caratteristiche fisiche delle vittime.
Tutti gli oggetti ritrovati nei pressi dell'aereo sono conservati in alcune casse di legno rivestite di plastica nera, poiché, come Boltanski sottolinea, non sono considerati particolari importanti per il ricordo che il museo vuole lasciare ai visitatori.

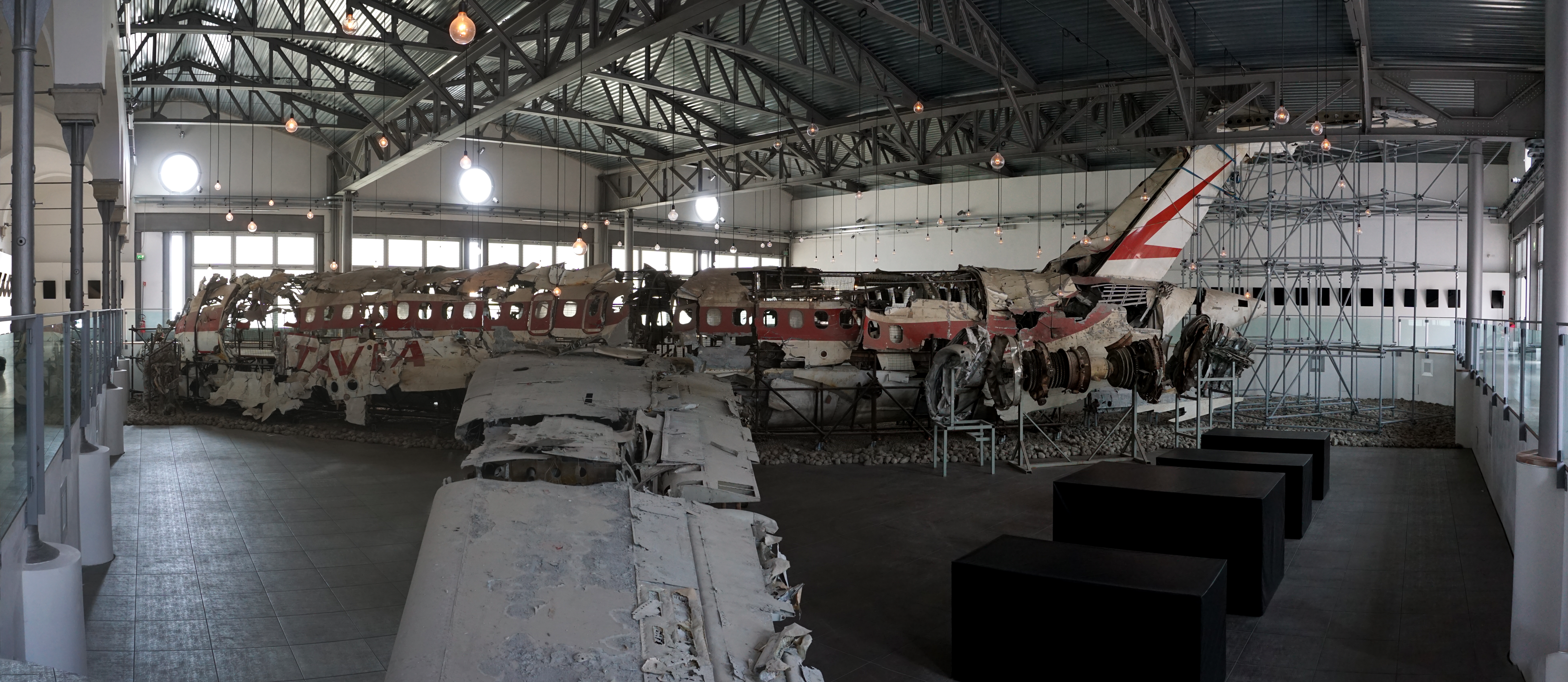
I resti del DC-9 all'interno del museo

Ai visitatori viene consegnato un piccolo libro con le foto degli oggetti e un dépliant che riassume i fatti sulla strage di Ustica.

## Nell'arte

### Cinema
- Il muro di gomma, regia di Marco Risi (1991)
- Ustica - Una spina nel cuore, regia di Romano Scavolini (2001)
- Sopra e sotto il tavolo, regia di Gianluca Cerasola e Giampiero Marrazzo (2010) - film inchiesta pubblicato in libro e DVD
- Ustica, regia di Renzo Martinelli (2016)

### Televisione
- Corrado Augias, Telefono giallo: Il giallo di Ustica, Rai 3, 6 maggio 1988.
- Corrado Augias, Telefono giallo: Ustica - Speciale Telefono Giallo, Rai 3, 10 ottobre 1991.
- I-TIGI Canto per Ustica, scritto da Daniele Del Giudice e Marco Paolini, con Marco Paolini e il Quartetto vocale Giovanna Marini (DVD, 150 minuti, con allegato il libro Quaderno dei Tigi), Einaudi Stile Libero/Video, 2001.
- Carlo Lucarelli, Blu notte - Misteri italiani: episodio 5x02, La strage di Ustica, Rai 3, 5 gennaio 2003.
- Tg2 Storie - Racconti della settimana, a cura di Marcello Masi, Rai, 27 giugno 2010.
- In onda - Speciale - Ustica - Tragedia nei cieli, condotto da Luisella Costamagna e Luca Telese, LA7, 28 giugno 2010.
- Giovanni Minoli, La storia siamo noi: Ustica - La verità negata, Rai 3, 27 giugno 2011.
- Indagini ad alta quota: episodio 13x7, Ustica: una tragedia italiana, Discovery, 20 gennaio 2014.
- Paolo Mieli, Ustica-verità senza nomi, Rai 3, Rai Play, 2019.
- Andrea Purgatori, Atlantide: Ustica, 40 Anni di Bugie, LA7, 24 giugno 2020.
- Franco Di Mare, Volo Itavia 870, RAI 3, Rai Play, 2020.
- Il V Scenario servizio di Luca Chianca, in onda in prima visione su Raitre domenica 26 maggio 2024 in seconda serata, nella rubrica Report Plus all'interno di Report, condotto da Sigfrido Ranucci[191].
- Massimo Giletti, Ustica una breccia nel muro, Rai 3, Rai Play, 25 giugno 2024.

### Musica
- Ustica (Flavio Giurato, Il manuale del cantautore 2002 / 2007)
- Ballata di Ustica (Giovanna Marini)
- Brescia Bologna Ustica (Fratelli di Soledad)
- Che cosa hai fatto a Ustica? (Tito Schipa Jr.)
- Ultimo volo (Orazione civile per Ustica) (Pippo Pollina)
- Vieni dentro (Afterhours)
- Naso di falco (Claudio Baglioni)
- Sangue su sangue (Francesco De Gregori)
- Ti Giri (Caparezza)
- Io so tutto (Fabrizio Moro)
- Sfida il buio (Speaker Dee Mo & Dj Gruff)
- Flight data recorder (Ultimo Attuale Corpo Sonoro)